# St.-Laurentius-Kirche (Dassel)
Die St.-Laurentius-Kirche ist die 1447 geweihte, seit 1542 evangelisch-lutherische Kirche in Dassel, einer Kleinstadt im Landkreis Northeim in Niedersachsen. Sie gehört zur Emmaus-Kirchengemeinde Dassel-Solling im Kirchenkreis Leine-Solling.
An den Innenwänden der Hallenkirche befinden sich zahlreiche protestantische Seccomalerein aus der Nachreformationszeit um 1577, darunter ein bemerkenswertes Konfessionsbild. Um 1630 mit einer konservierenden Kalkschicht übertüncht, überdauerten die zum Teil großflächigen Wandmalereien nahezu unversehrt mehr als drei Jahrhunderte. Seit ihrer Freilegung 1947 sind sie wieder in einer für Seccomalerei seltenen Farbintensität zu sehen.
Eine weitere Besonderheit der Kirche ist der deutlich ältere, ursprünglich als Wehrturm errichtete Kirchturm mit romanischen Fundament- und Sockelresten.

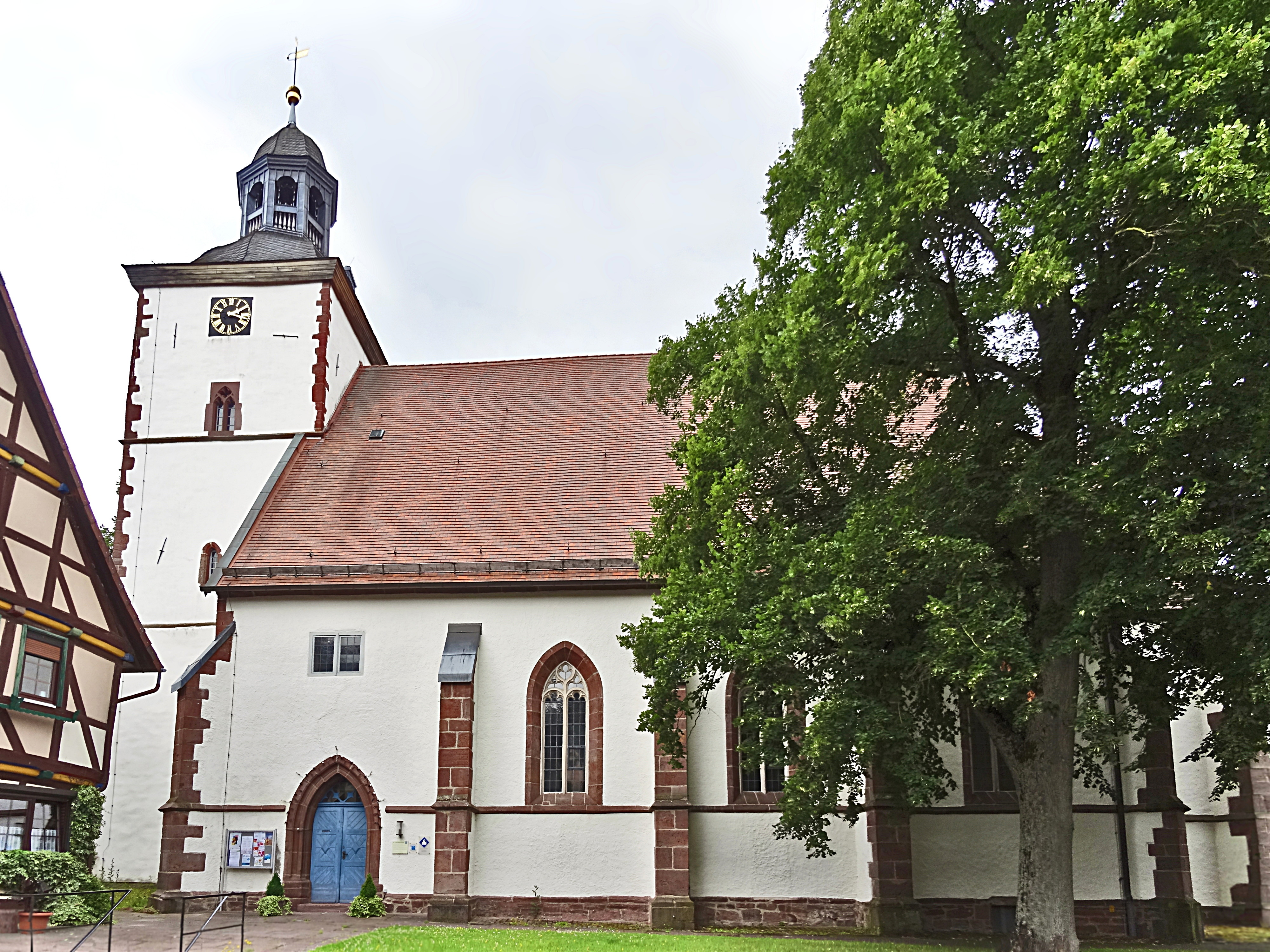
St.-Laurentius-Kirche in Dassel

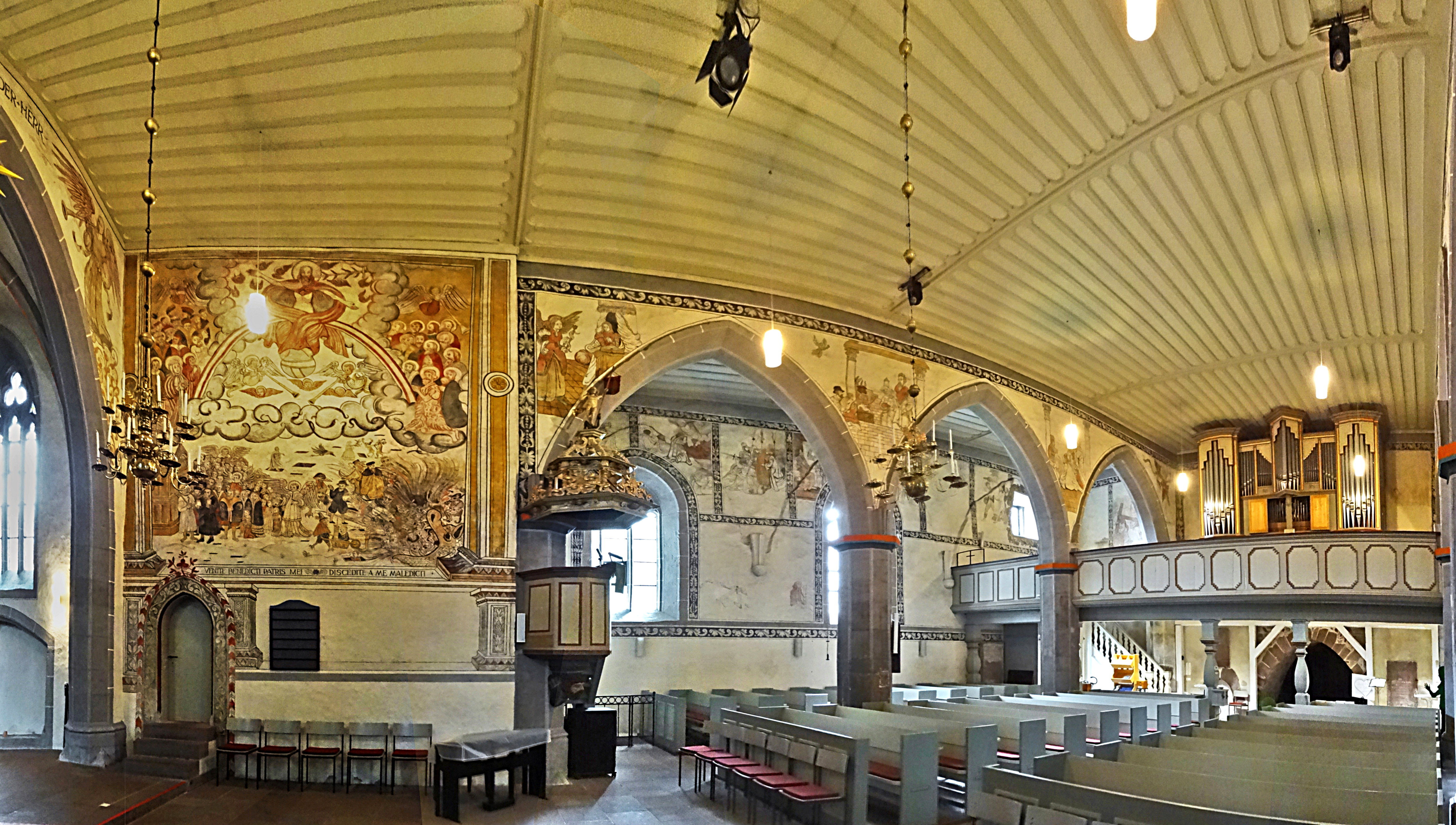
Innenansicht Panorama

## Geographische Lage

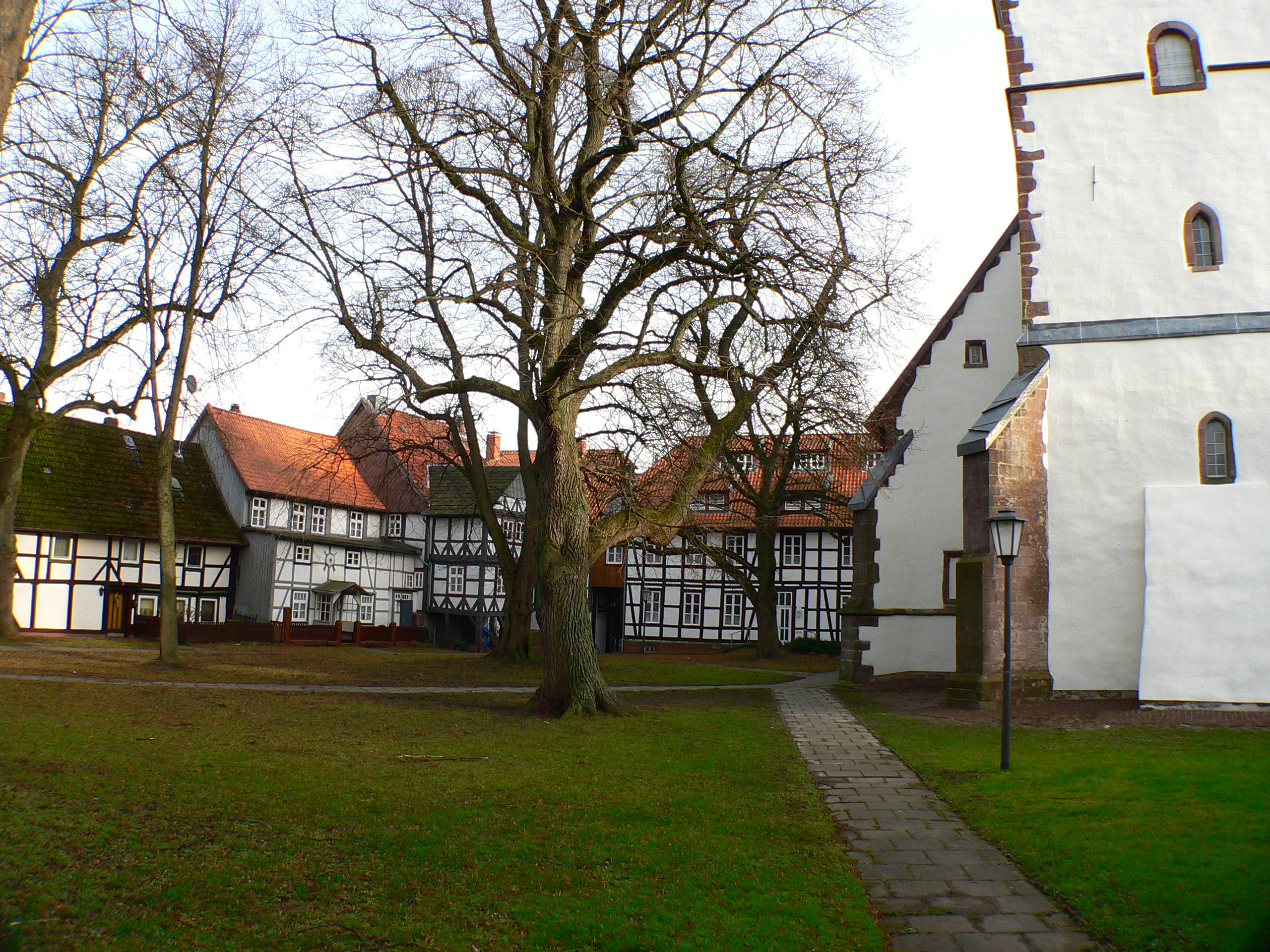
Kirchplatz

Dassel und die St.-Laurentius-Kirche wurden in der Nähe alter Handelswege gegründet. Die Kirche steht im Zentrum der Altstadt direkt am Kirchplatz und am östlich benachbarten Marktplatz, im Vergleich zu den umgebenden Straßen leicht erhöht. Mit dem offenen, bis in das 19. Jahrhundert als Friedhof dienenden Kirchplatz auf der Nordseite sowie dem Vorplatz und der Kirchstraße auf der Südseite ist das zentrale Baudenkmal der Stadt angemessen freigestellt. Auf der Nordostseite schließt sich das Ratskellergebäude an, ein als Rathaus errichtetes repräsentatives Fachwerkhaus, das zeitweise das Amtsgericht Dassel beherbergte. Auf der Südwestseite schließt sich Wohnbebauung an. Der denkmalgeschützte Fachwerkkomplex von 1879 auf der Westseite des Kirchplatzes wurde 2016 abgerissen, nachdem er als baufällig eingestuft worden war. Auf dieser Fläche wurden 2017 im Zuge einer Rettungsgrabung bauliche Reste der Frühen Neuzeit nachgewiesen.
Auf dem Kirchplatz steht eine 1883 gepflanzte Lutherlinde.

## Geschichte

### Kirchengeschichte

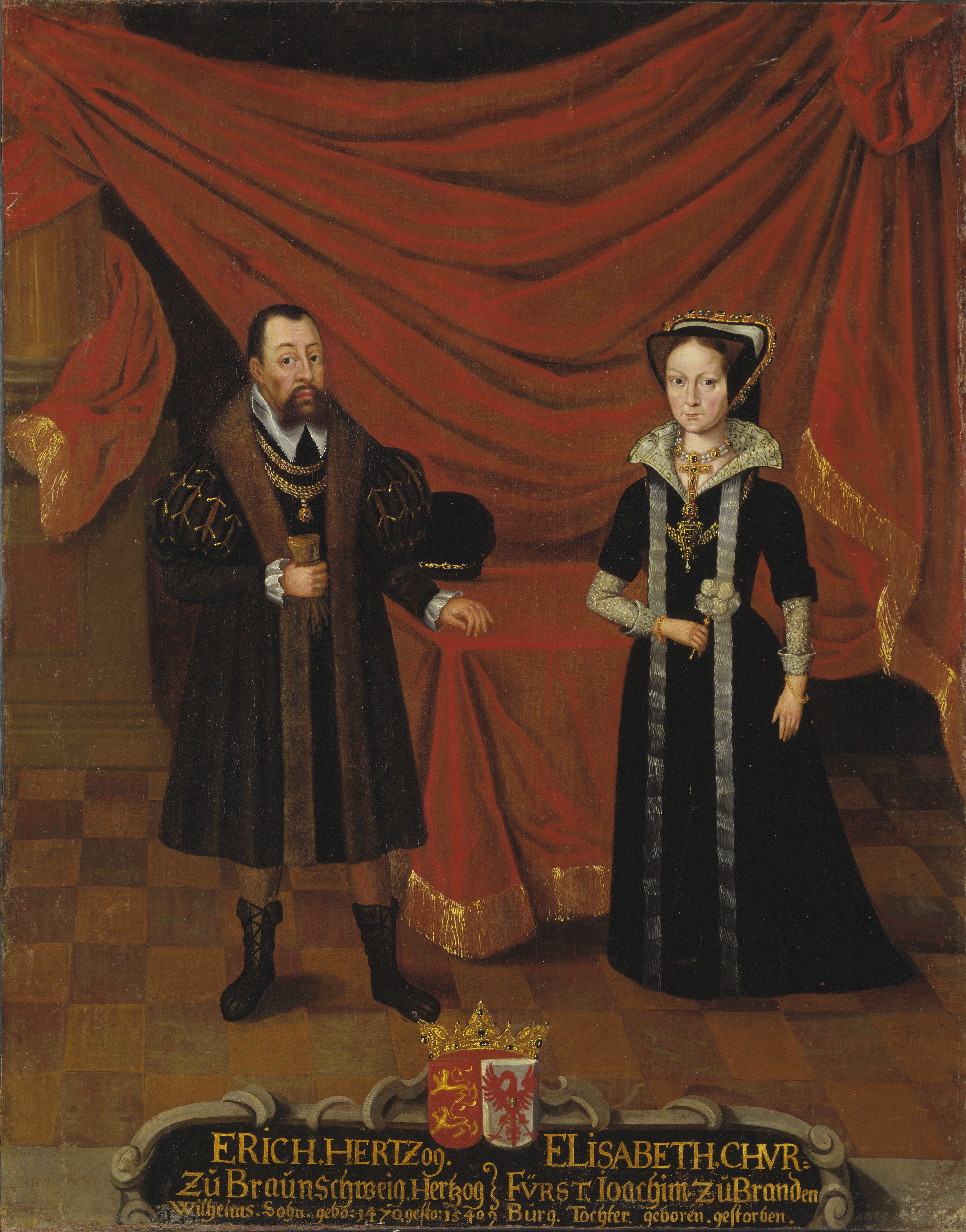
Herzog Erich I. mit seiner Frau Elisabeth von Calenberg

Im ersten Teil der Corveyer Traditionen findet sich eine Zusammenstellung frühmittelalterlicher Besitzerwerbungen des Klosters Corvey, die den Zeitraum von 822 bis 875 umfasst. Hier ist eine im Suilbergau gelegene Villa Dassila erwähnt.
Die Urpfarrei in Dassel gehörte zum Grenzbereich des Mainzer Erzbistums, das seine regionale Pfarrorganisation im 11. Jahrhundert im Petersstift Nörten zentralisierte. Graf Simon von Dassel hatte bereits 1310 als letzter seines Geschlechts sämtliche Besitzungen in Dassel an das Bistum Hildesheim verkauft, das bis Ende des Jahrhunderts die Stadtherrschaft ausübte, sie aber dann an einen in eigener Verantwortung handelnden Rat der Dasseler Bürgerschaft abgab. 1495 kam Dassel unter die Herrschaft des Fürstentums Calenberg, das sich bald in die Hildesheimer Stiftsfehde (1519–1523) verstrickte. Zum Ende der Auseinandersetzungen mit dem Fürstentum Lüneburg hatte sich das Fürstentum Calenberg-Göttingen mit Erich I. durchgesetzt. Der Herzog überließ fortan die Regentschaft über das Calenberger Land seiner Frau Elisabeth von Calenberg. Die Herzogin wandte sich, im Gegensatz zu ihrem Gemahl, nach einer Begegnung mit Martin Luther nahe Wittenberg 1535 dem lutherischen Glauben zu und setzte sich in den Folgejahren zusammen mit Anton Corvinus für die Durchführung der Reformation in ihrem Einflussgebiet ein. 1542, zwei Jahre nach dem Tod Ernsts I., trat eine von Corvinus erarbeitete neue Kirchenordnung für das Calenberger Land in Kraft.
Nachdem der Sohn des verstorbenen Herzogs, Erich II., 1546 für volljährig erklärt worden war, versuchte er, sein Calenberger Land wieder zum Katholizismus zurückzuführen. Er scheiterte mit diesem Ansinnen jedoch am Widerstand der benachbarten lutherischen Herzogtümer und Hansestädte und seiner eigenen Untertanen. Pfingsten 1553 erklärte er daraufhin die freie Religionsausübung in seinem Land und wiederholte dies im Juli 1576 in einem schriftlichen Erlass. Ein Jahr später schloss Erich II. sich endgültig seinen in europäischen Ländern kämpfenden Truppen an und kehrte bis zu seinem Tod 1584 nicht wieder in sein Herzogtum zurück.
Im März 1576 trafen sich in der Laurentiuskirche neun Prediger aus dem Calenberger Land. Sie verständigten sich über die Auslegung der Augsburger Konfession und der Schmalkaldischen Artikel. Bei diesem Treffen wurde auch die Ausschmückung des Kirchenraums mit Bekenntnisgemälden beschlossen. Bei deren Ausführung ein Jahr später erhielt Erich II. in dem Bild Weltgericht einen Platz unter der Schar der Verdammten.
Für die Bezeichnung St. Laurentius spielte offenbar, wie bei vielen anderen Kirchen gleichen Namens, die Schlacht auf dem Lechfeld am Gedenktag des Heiligen Laurentius von Rom (10. August 955) eine Rolle, bei der König Otto I. die eingedrungenen Ungarn abwehrte.
2012 wurde die Emmaus-Gemeinde gegründet.

### Vorgängerbauten
Anstelle der heutigen Kirche stand eine Vorgängerkirche, die erstmals in einem Schutzbrief des Kaisers Heinrich II. zugunsten des Hildesheimer Klosters St. Michael im Jahr 1022 als Ecclesia Daschalon (Dassel) erwähnt wurde und in ihrer Nähe eine Ansiedlung von zwölf Höfen in einer bäuerlichen Gemeinschaft, in der sich auch eine hölzerne Kapelle befunden haben dürfte. Die dem regionalen Stil entsprechend wahrscheinlich in Fachwerkbauweise errichtete Kirche war an einen steinernen Wehrturm angebaut.
Die hölzerne Kapelle wurde dann im ausgehenden 10. Jahrhundert durch einen massiven Bau ersetzt wurde, die Vorgängerkirche der heutigen Kirche.
Am 6. Juli 1392 legte eine Feuersbrunst große Teile der Siedlung, die zu dieser Zeit bereits Stadtrechte besaß, nieder. Auch die Kirche St. Laurentius brannte aus. Lediglich der als Kirchturm genutzte Wehrturm blieb verschont.

### Baugeschichte
Fünf Jahre nach dem verheerenden Brand begann die Bevölkerung Dassels mit dem bescheidenen Wiederaufbau ihrer Kirche. Zunächst errichteten sie eine Art Kapelle, die sich wie der Vorgängerbau an den unversehrten Turm anlehnte. Aufgrund der Armut der Kirchengemeinde zog sich der Wiederaufbau über fünf Jahrzehnte hin und konnte schließlich nur durch die Unterstützung der Hildesheimer Bischöfe und des Stifts Corvey sowie einiger Adliger und der Klöster Amelungsborn und Fredelsloh vollendet werden. Am 12. Mai 1447 wurde die neue St.-Laurentius-Kirche durch den Weihbischof von Hildesheim geweiht.
Obwohl die Stadt Dassel im folgenden Jahrhundert dreimal erneut niederbrannte (1513, 1519 und 1580), überstand der Kirchenbau diese Katastrophen nahezu unbeschadet.
Der Turm ist der älteste Steinbau der Stadt Dassel. Das genaue Jahr seiner Errichtung ist nicht nachweisbar, jedoch weisen vorhandene Reste romanischer Bausubstanz im unteren Teil des Turms auf eine Entstehung im frühen Mittelalter hin. In Berichten über die verheerenden Stadtbrände der Jahre 1247 und 1392, als die Stadt zweimal völlig niederbrannte, wird der Turm dank seiner zwei Meter dicken Umfassungswände im Sockel als weitestgehend verschont geblieben erwähnt.
Diese ursprünglich schmalere Fensteröffnung wurde erweitert, um die bronzene Hauptglocke zum Einschmelzen aus dem Turm zu schaffen (siehe Abschnitt „Glocken“).
Die den Turm bekrönende Welsche Haube mit Laterne ersetzte 1753 das ursprüngliche Satteldach, wie es Johannes Letzner in seiner Dasselischen und Einbeckischen Chronica von 1596 skizziert hat.
Bei einer im Juni 1934 vorgenommenen Neuvergoldung der Kugel durch Malermeister Friedrich Malchow fand man in ihr historische Aufzeichnungen des Bürgermeisters Klügel vom 26. Oktober 1874, die Aufschluss über die damalige Einwohnerentwicklung Dassels, Kriegsteilnehmer, Großbrände, Getreidepreise und Wildbestände des Sollings gab.
1989 standen umfangreiche Sicherungsmaßnahmen am Turmschaft an. Zur Sicherung der Standfestigkeit waren der Einbau von Ringankern aus Edelstahl über fünf Etagen sowie eine Verpressung der inneren Mauerwerkshohlräume mit Trasskalkmörtel notwendig. Von Mai bis August 2001 erfolgte eine grundlegende Erneuerung des über 200 Jahre alten Turmdachstuhls, dessen statische Sicherheit durch das Eindringen von Feuchtigkeit nicht mehr gegeben war. Die nahezu unbeschädigte Turmhaube wurde im Original wieder aufgesetzt. Die Renovierungsarbeiten führte eine Arbeitsgemeinschaft aus den Firmen Bade (Bad Bevensen) und Gebrüder Bartels (Dassel) aus.
Wer eigentlich Eigentümer des Turms und damit auch zu seiner Unterhaltung und Instandsetzung verpflichtet war, wurde nach langen Diskussionen erst 1965 geklärt. Bis dahin, so die vorherrschende Meinung, gehörte der alte Wehrturm der Stadt Dassel. Auf Betreiben von Pastor Hans Brandes wurde am 16. September 1965 eine Vereinbarung getroffen, die die Übereignung des Turms an die Kirchengemeinde regeln sollte. Als Ablösung für die Unterhaltungspflicht waren 52.500 DM von der Stadt Dassel vorgesehen. Am 17. März 1966 unterzeichneten Bürgermeister und Stadtdirektor die Vereinbarung und besiegelten somit die bis dahin strittige Eigentumsfrage.
Noch vor der Eigentumsübergabe des Turms ließ die Stadt im Jahr 1962 eine Gedenkstätte für die Gefallenen der beiden Weltkriege des vergangenen Jahrhunderts im unteren Teil des Turmes einrichten, Hierdurch entfiel die kleine schmale Tür, durch die man ursprünglich an dieser Stelle in das Innere des Turms gelangen konnte. Sie wurde durch einen neuen Mauerdurchbruch nach links versetzt, wobei das historische Türblatt erneut Verwendung fand. Im Zuge der 1989 durchgeführten Baumaßnahmen am Turm wurde diese Gedenkstätte wieder entfernt und der Raum bis 2008 als Abstellkammer genutzt. 2014 schließlich erhielt der Turm einen neuen Verputz aus weißem Muschelkalk.

## Architektur

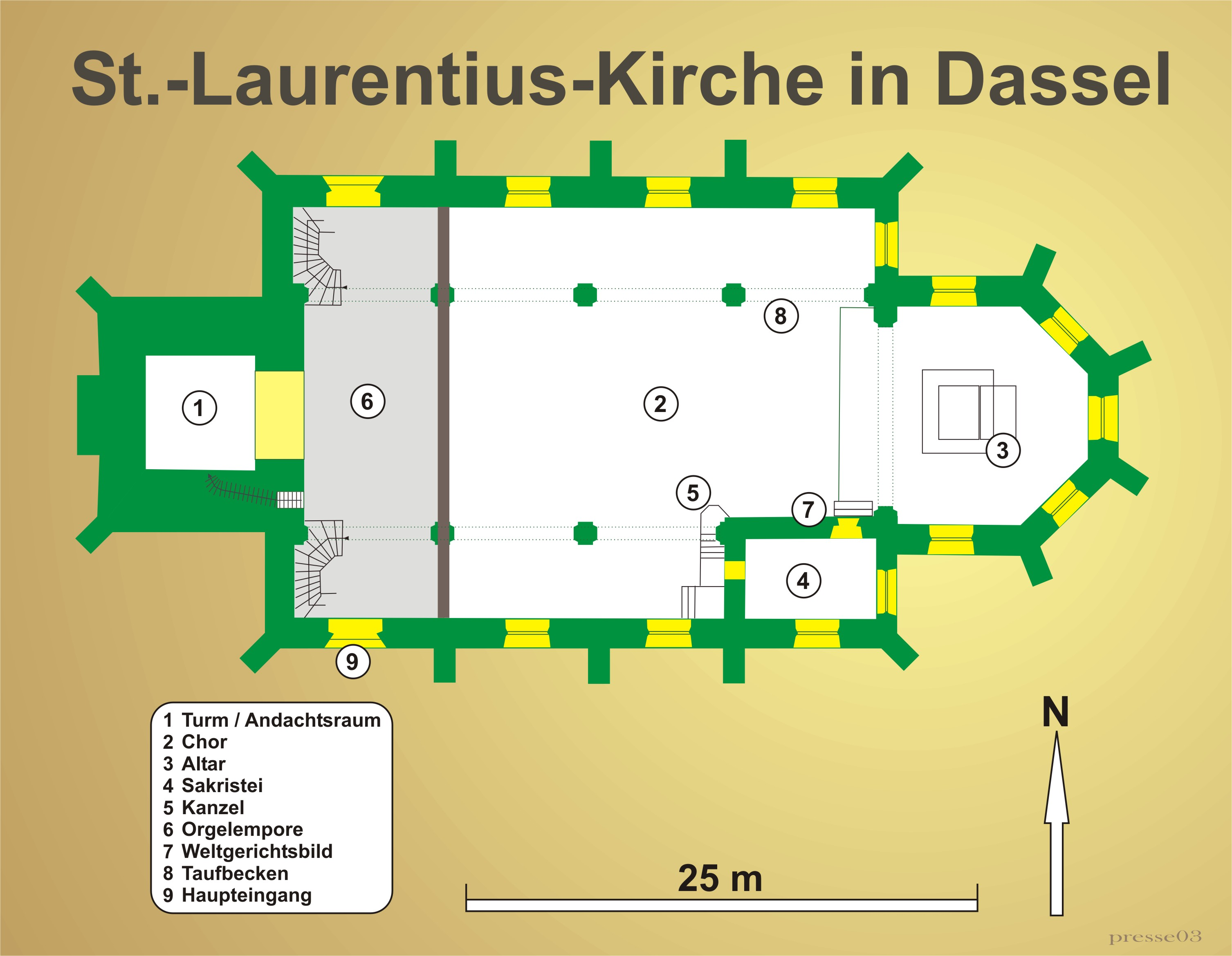
Grundriss der St.-Laurentius-Kirche

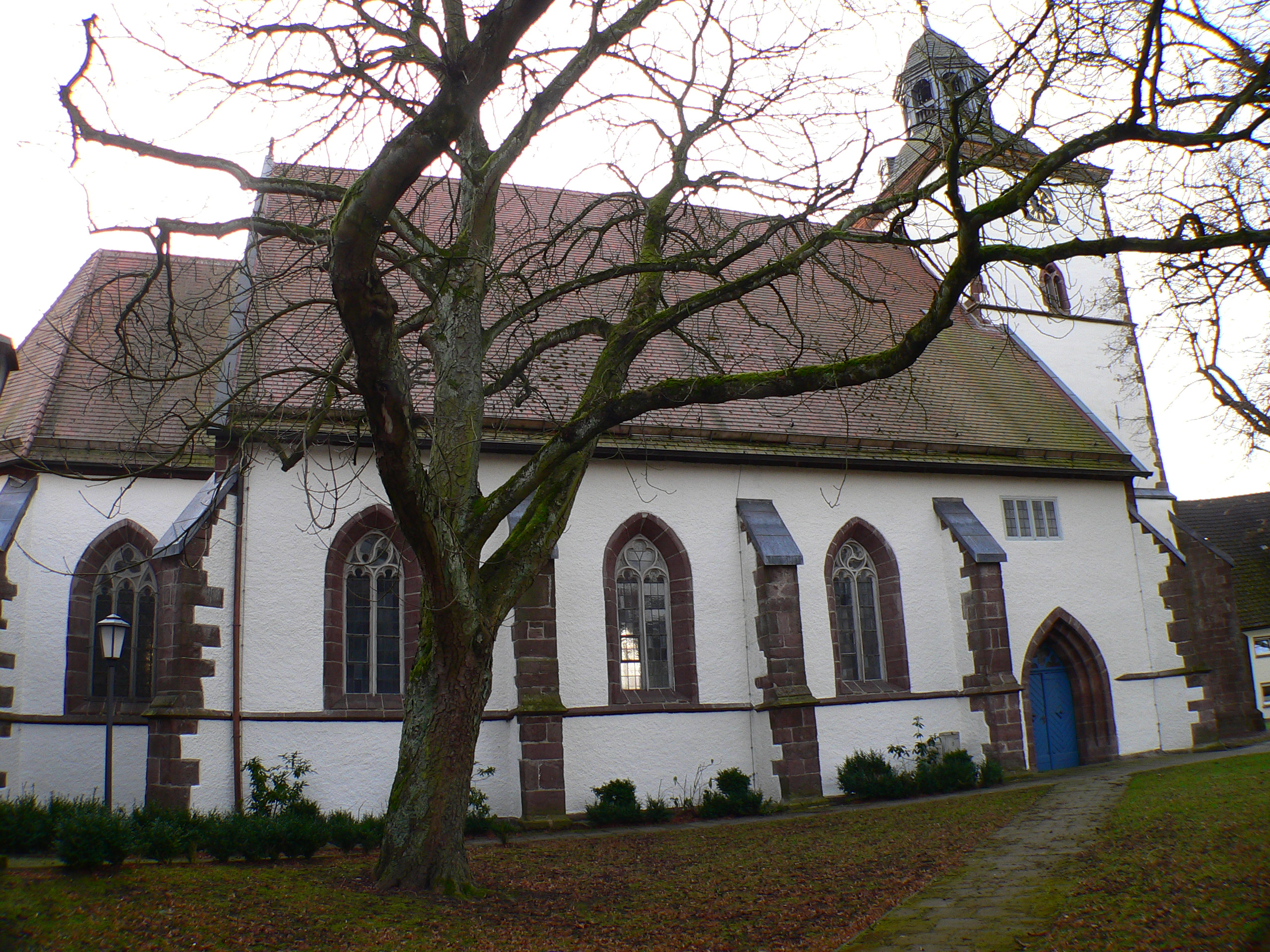
Nordansicht

Das Gesamtbauwerk weist eine Länge von 40 Metern und eine Breite von 17 Metern auf. Sein äußeres Erscheinungsbild wird durch Strebepfeiler geprägt, zwischen denen 13 Maßwerkfenster sitzen.
Aus Sicht der Architekturgeschichte besteht der heutige Bau somit aus zwei Teilen: dem teils romanischen Turm und dem gotischen Kirchenschiff.

### Kirchenschiff
Die dreischiffige Hallenkirche hat einen geosteten Fünfachtel-Chor. An der Westseite des aus heimischem Buntsandstein errichtete Kirchenschiffes erhebt sich der Kirchturm, ursprünglich der Wehrturm der Stadt.
Diese raumhohen Fenster der Kirche sind zweibahnig geteilt mit Ausnahme von zwei dreibahnig geteilten Fenstern im Chor. Sie münden in Spitzbögen aus der Kombination zweier sich schneidender Kreissegmente. Das Maßwerk von zwölf Fenstern besteht im oberen Teil aus einem aus Kreisen und Kreissegmenten konstruierten jeweils unterschiedlichen Ornament, dem Dreipass oder Kleeblatt, das die Flächenfüllung durchbricht. Bei einem Fenster an der Nordseite wurde ein Fischblasenornament gewählt, das in der Spätgotik in unterschiedlicher Ausprägung in allen nordeuropäischen Ländern als Schmuckmotiv verwendet wurde.
Auf der Südseite weisen 2 der Strebepfeiler Markierungen auf. In den Pfeiler neben dem Eingangsportal ist der Gründungsstein eingelassen, während an einem anderen Pfeiler als Sonnenuhr 2 konzentrische Halbkreise eingemeißelt sind. Nach 1938 wurde die Sonnenuhr um Linien, Zahlen und einen neuen Polstab ergänzt.

### Turm

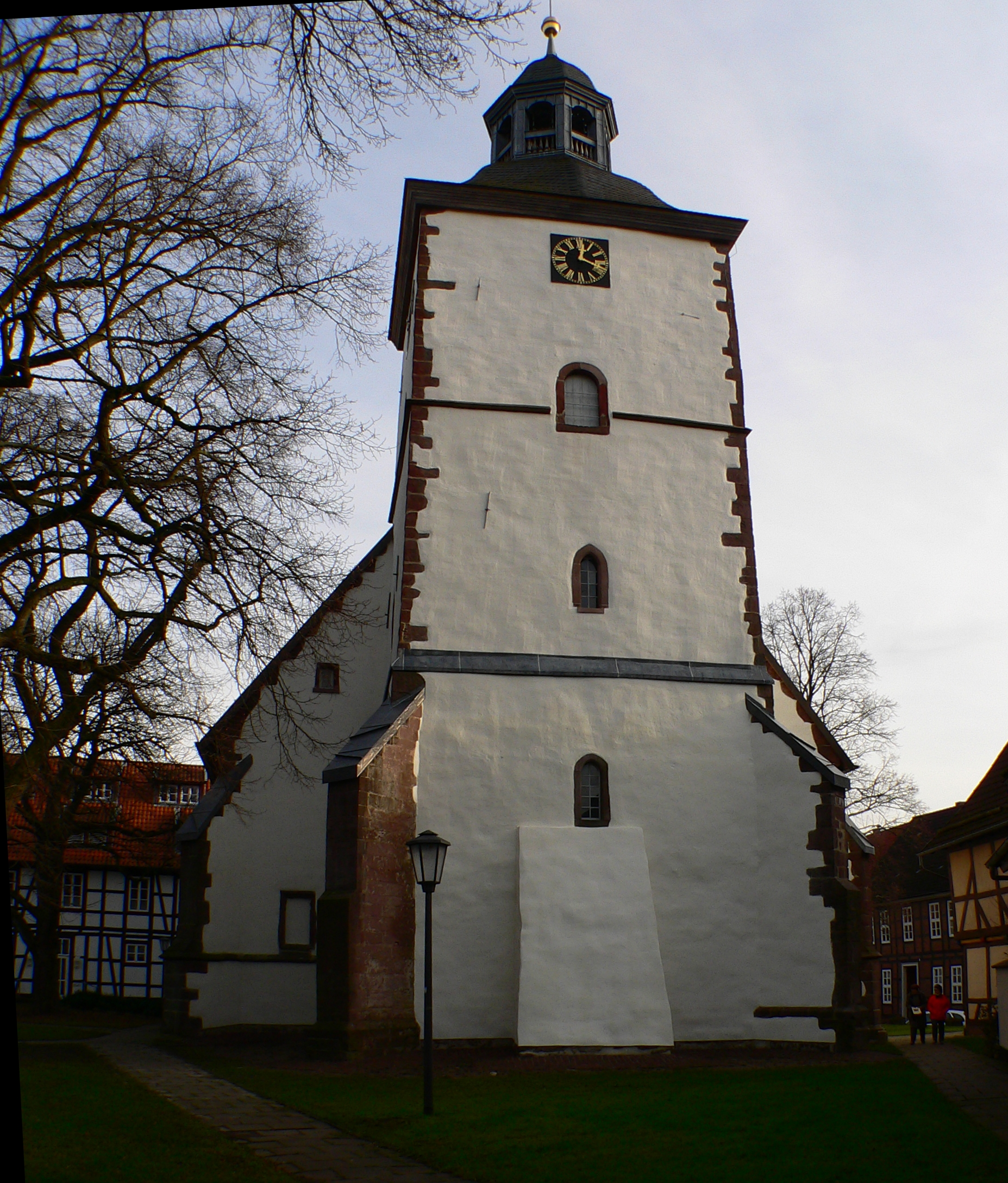
Westansicht mit Turm

Die Höhe des vierseitig massiven Turms, an den das Mittelschiff mit seiner Westseite angebaut ist, beträgt 31,0 Meter und bildet im Gesamtbauwerk ein selbständiges Bauteil.
Da auf dem 7,20 Meter hohen Turmsockel im Mittelalter eine große Steinschleuder verankert war, die einen gewaltigen Druck auf die Standfläche ausübte, wurde das breite Mauerwerk zusätzlich durch drei Strebepfeiler stabilisiert. Die aus Bruchsteinen gemauerten Außenwände des Turms sind mit einem glatten vollflächigen Putz versehen. Nur Eckkanten, Lisene und Fenstergewände sind aus sichtbaren Hausteinen gemauert. Durch die umlaufende Lisene in etwa 14 Metern Höhe entsteht der Eindruck von drei Scheingeschossen.
Vier spitzbogige Fenster und drei Zifferblätter der Turmuhr lockern die schlichte Fassade auf sowie ein 1942 vergrößertes Rundbogenfenster an der Westseite oberhalb der Lisene.

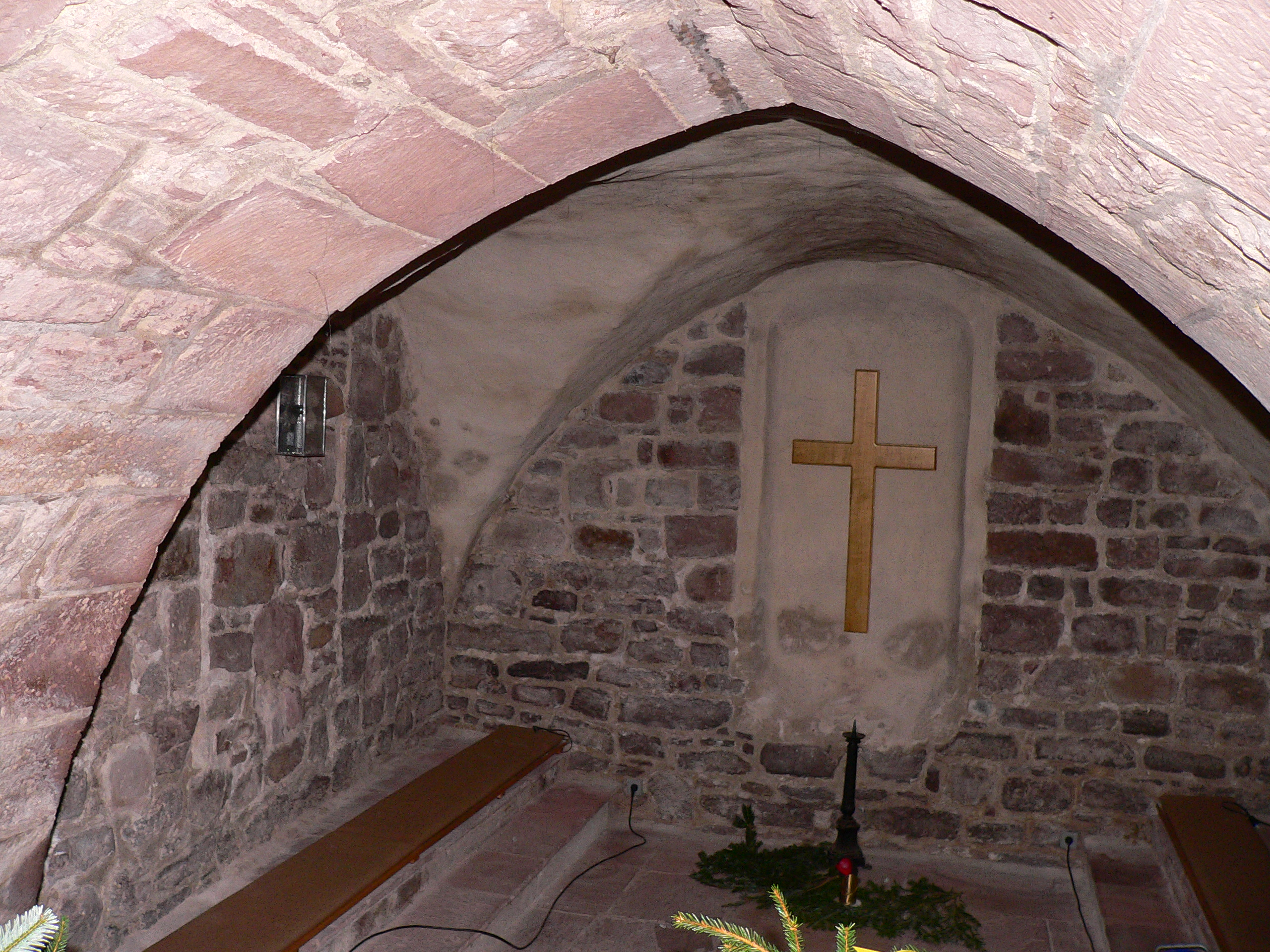
Andachtsraum im Turm

Der auf die Mauerkrone des Turmschaftes aufgesetzte, aus Eichenholz bestehende Turmhelm geht von einer durch das Mauerwerk vorgegebenen viereckigen Grundfläche in eine achteckig geschwungene Form über. Die darüber liegende achteckige offene Laterne setzt sich nach oben in eine ebenfalls geschwungene achteckige Turmhaube fort. Als Turmbekrönung dient eine vergoldete Kugel mit aufgesetzter Wetterfahne.
Nach umfangreichen Restaurierungen entstand aus der Kammer ein Andachtsraum mit seitlich angeordneten Sitzbänken, vom Innenraum der Kirche aus unterhalb der Orgelempore durch einen breiten Spitzbogen zugängig.

### Portale
Die Laurentiuskirche in Dassel verfügt über je ein Portal gleicher Größe an der Süd- und Nordseite des Kirchenraums. Beide treten hinter die Bauflucht zurück und weisen schlichte, deutlich gotische Merkmale auf. Sie bestehen aus spitzbogigen Gewänden aus Buntsandstein, die seitlich abgeschrägt sind. Ein sonst bei Hallenkirchen übliches Hauptportal an der westlichen Schmalseite konnte hier nicht eingelassen werden, da die Kirche mit ihrer Westseite an den ehemaligen Wehrturm der Stadt angebaut wurde und dieser einen Durchbruch nach Westen aus statischen Gründen nicht zuließ.
Zwischen Turm und dem ersten Joch an der Südseite des Langhauses befindet sich der Haupteingang zum Innenraum der Kirche. Gegenüber an der Nordseite gibt es ein weiteres, baugleiches Portal, das zum ehemaligen Friedhof auf dem Kirchplatz führte und heute als Nebeneingang dient. Beide Portale liegen unterhalb der Orgelempore.

### Innenraum
Im Inneren schließt das schmale Mittelschiff, durch einen gotischen Triumphbogen getrennt, im Osten mit dem um eine Stufe erhöhten Altarraum ab. Die seitliche Begrenzung des Mittelschiffs besteht aus vier Jochen auf achteckigen Arkadenpfeilern, an deren Kämpfern zu erkennen ist, dass ursprünglich ein für den gotischen Baustil typisches Kreuzgewölbe als Raumdecke geplant war. Passende Konsolen sind bereits vorhanden. Auch die Strebepfeiler der Außenwände weisen auf die ursprüngliche Planung hin, da sie offenbar die durch ein Gewölbe entstehenden Kräfte in das Fundament ableiten sollten.
Lediglich im Chorraum und in der Sakristei kamen Kreuzgewölbe zur Ausführung. Wohl aus Kostengründen erhielten Mittelschiff und Seitenschiffe stattdessen flache, schlichte Holzdecken, die jedoch dem Kirchenraum die sonst für die gotische Architektur charakteristische Raumhöhe nahmen und so den Triumphbogen zum Chorraum leicht überdimensioniert erscheinen lassen.

## Ausstattung

### Verschollenes Inventar
Da von der frühen mittelalterlichen Ausstattung nur wenig erhalten ist, wirkt der Innenraum der St.-Laurentius-Kirche eher schlicht und unauffällig. Der ursprüngliche, aufwendig gestaltete Hauptaltar im Chorraum, der originale Laurentiusaltar in der Sakristei, ein dritter Altar an der Ostwand des nördlichen Seitenschiffes sowie die beiden Emporen in den Seitenschiffen sind während der Umbaumaßnahmen 1927 verschwunden. Über 50 Memoria sind nach Wiederaufbau und Einweihung der Kirche abgehalten worden, so dass der Innenraum mit entsprechenden Devotionalien und einigen Altarstiftungen ausgestattet war. Auch dieses einst wertvolle Inventar ist nicht mehr vorhanden. Erhalten ist aber der große, im Mittelschiff vor dem Triumphbogen herabhängende barocke Radleuchter aus dem Jahr 1675, den die Eheleute Hasenbalg stifteten (siehe auch Abschnitt „Kanzel“).

### Altar und Chorraum

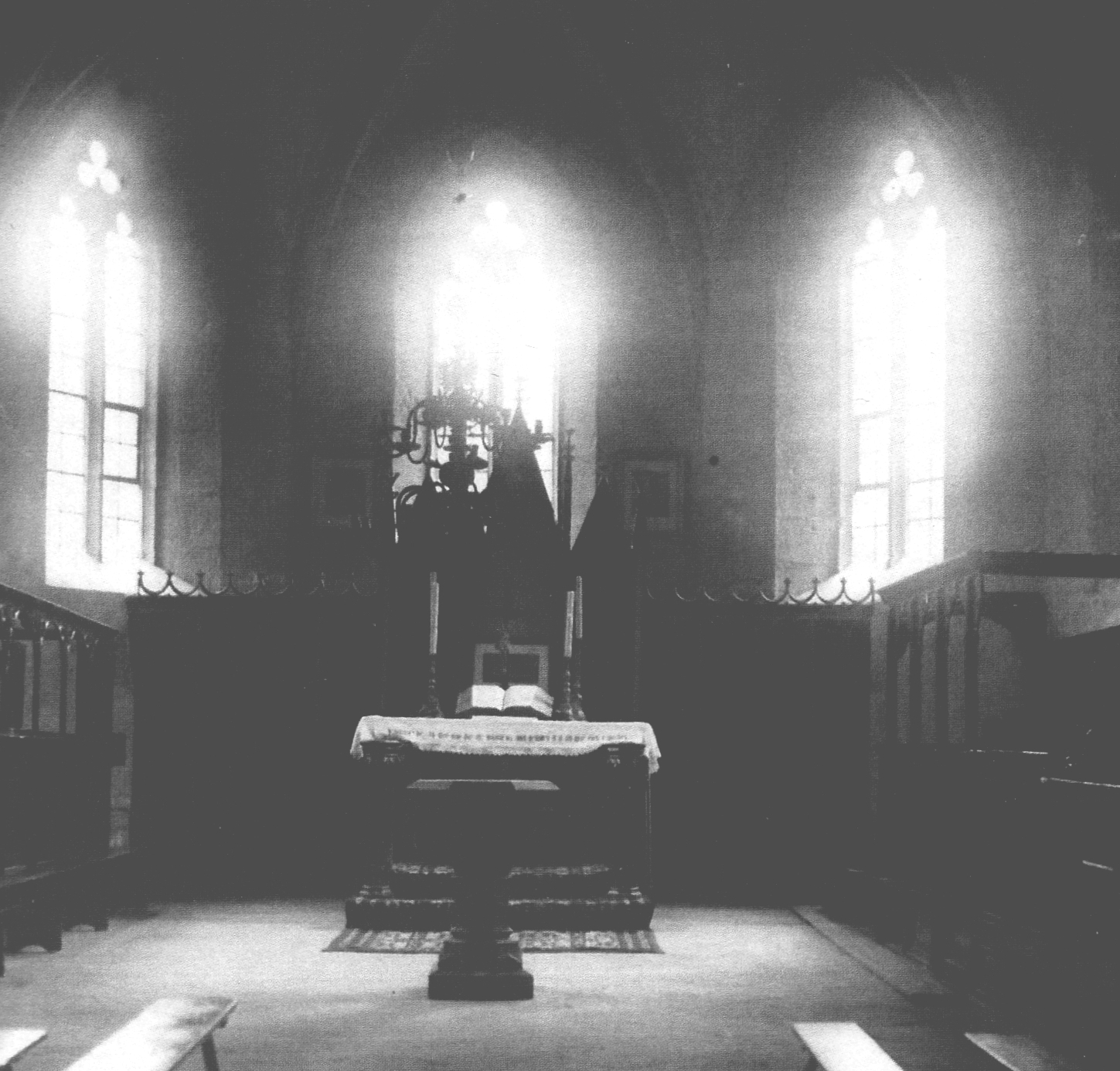
Chorraum 1908

Bis 1947 beherrschte ein aufwändig gestaltetes Ensemble aus einem Altartisch mit massivem Unterbau und beidseitig vorgelagerten Konsolen und einer Altarplatte aus Sandstein sowie einem hinter dem Altartisch emporragenden mehrteiligen und nach oben spitz zulaufenden Flügelaltar den Chorraum. Eine unmittelbar hinter dem Flügelaltar befindliche Holzwand trennte den rückwärtigen Teil des Chorraums ab. Ab der zweiten Hälfte des 17. Jahrhunderts bis 1844 stand an der linken Chorseite die Orgel.
Rechts und links des Altars befanden sich bis 1927 die Priechen genannten Sitzplätze der höheren Stände der Kirchengemeinde. Eigentümerin der beiden gesondert überdachten, logenartigen Sitzreihen war die Stadt Dassel, welche diese gegen Höchstgebot im Dreijahresrhythmus verpachtete. An Festtagen jedoch hatten bis 1844 die Pächter die der Orgel gegenüberliegenden Priechen für die Kirchenmusikanten freizuhalten. Immerhin flossen durch die Verpachtung jährlich am Michaelistag über 100 Gulden in die Stadtkasse.
Im Jubiläumsjahr 1947 wurde der Chorraum neu gestaltet, indem der Flügelaltar und die dahinter stehende Holztrennwand entfernt wurden. Unter dem Altar fand man eine verfüllte Krypta. Sie wurde archäologisch nicht näher untersucht, schränkte aber die Standfestigkeit des geplanten massiven Altars derart ein, dass der bisherige leichte Altar nur durch einen behelfsmäßigen hölzernen Altar ersetzt werden konnte. Dieser wurde mit einem Holzkreuz ausgestattet.

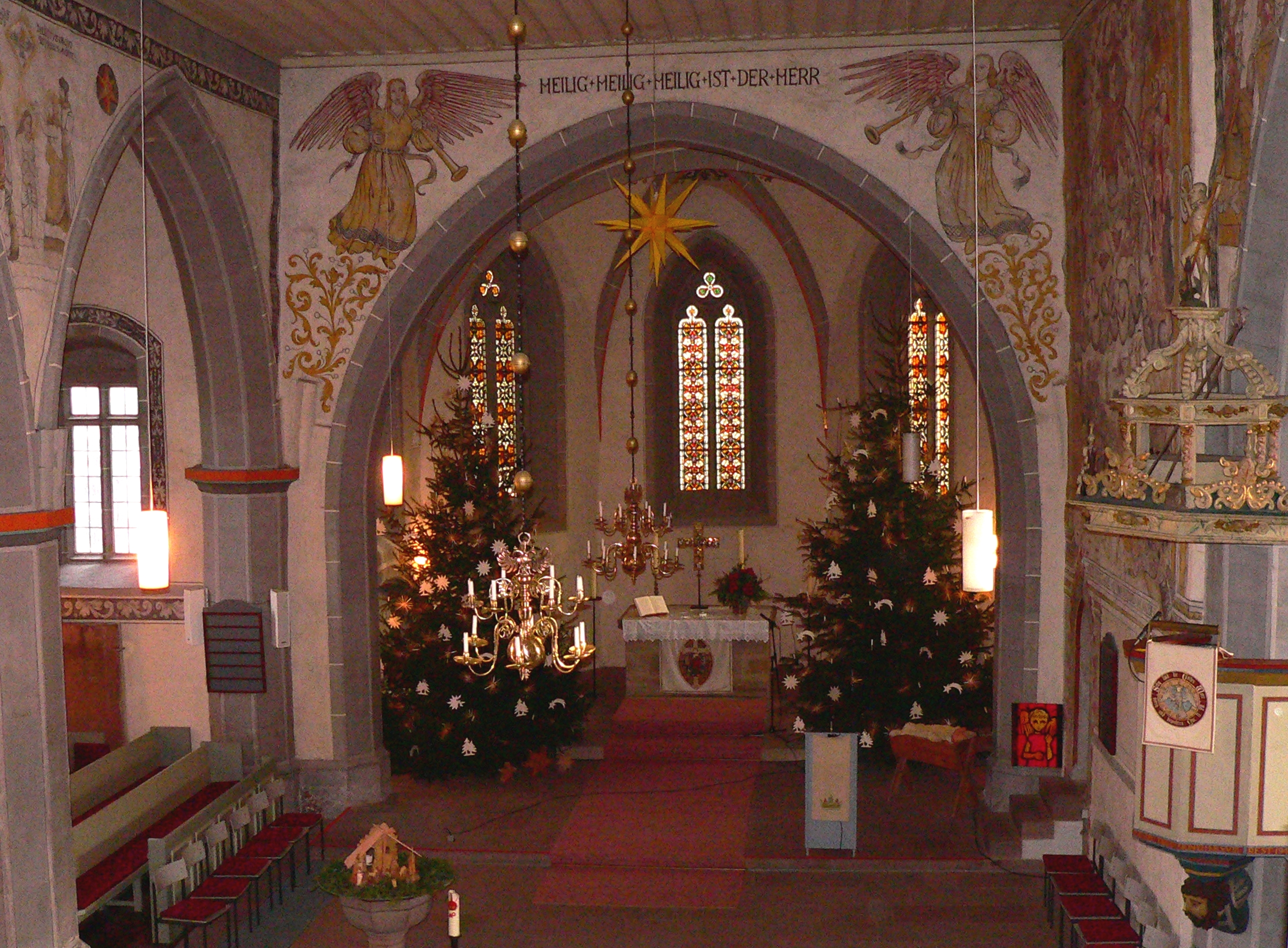
Altarraum

Erst 1961 wurde der Untergrund derart befestigt, dass ein massiver Unterbau eines neuen Altars durch den Bildhauer Georg Alves aus Hannover realisiert werden konnte. Hierbei kam die früher bereits vorhandene Altarplatte aus Sandstein (Mensa) wieder zur Verwendung. An den vier Ecken und in der Mitte der Mensa sind jeweils kleine Kreuze eingeritzt, die die fünf Wunden Christi versinnbildlichen. Das große Holzkreuz ersetzte man durch ein künstlerisch gestaltetes Altarkreuz des Münchener Künstlers Hermann Jünger. Das neue Kreuz ist in Silber, Schaft und Fuß aus Schmiedeeisen gearbeitet. Die vergoldete Vorderseite ist mit Halbedelsteinen besetzt. Im Schnittpunkt beider Kreuzbalken ist stilisiert der Gekreuzigte dargestellt. An den Enden des waagerechten Balkens stehen die griechischen Buchstaben A und Ω für den Anfang und das Ende gemäß der Offenbarung des Johannes (Offb 22,13 ).

### Sakramentshäuschen und Piscina

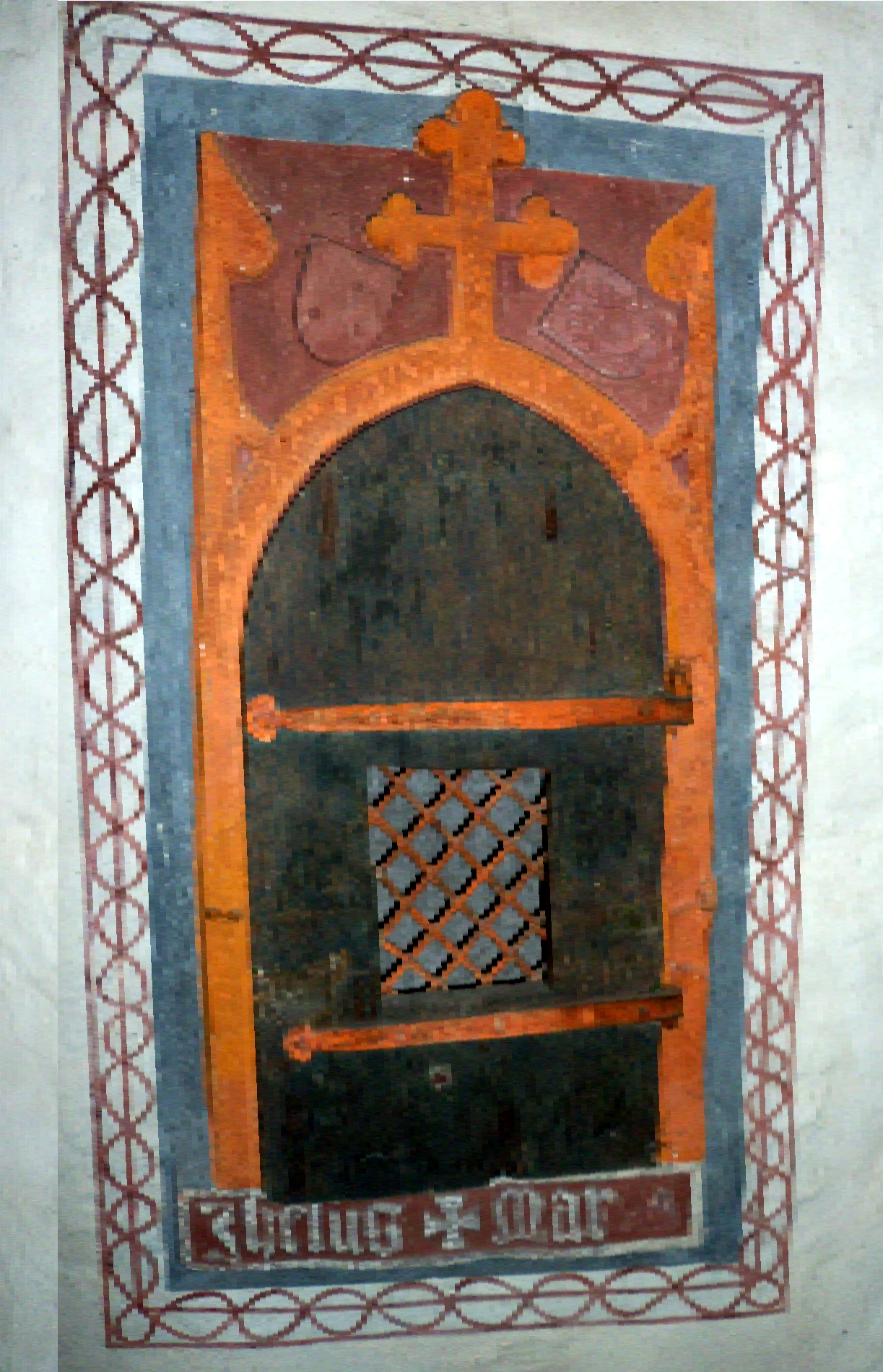
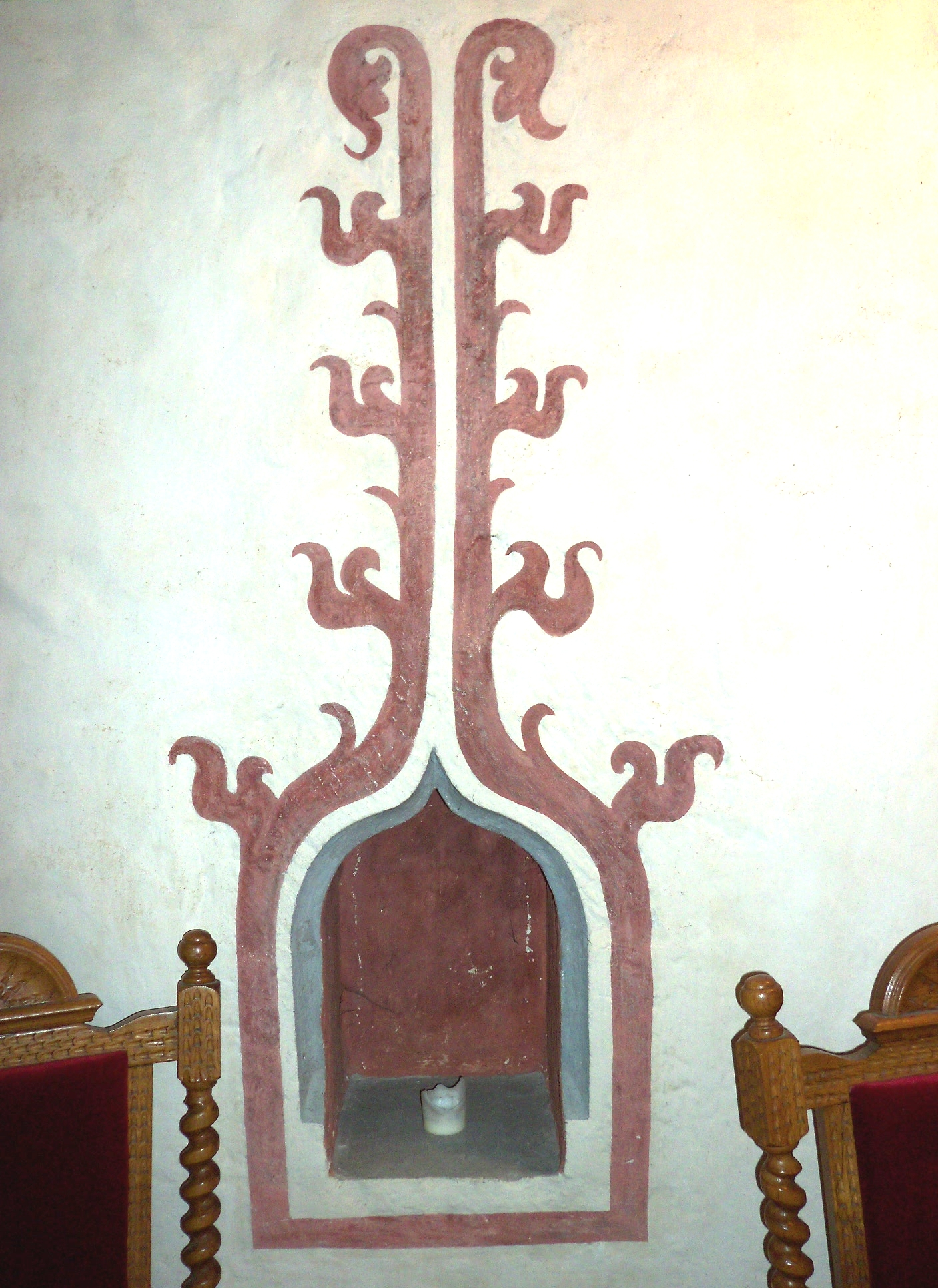

Unmittelbar unterhalb des Fensters an der nordöstlichen Wand der Apsis, also der sogenannten Evangelienseite, ist ein Sakramentshäuschen aus vorreformatorischer Zeit in das Mauerwerk eingelassen. Die durch eine schmuckvolle Tür verschließbare Wandnische diente während der katholischen Epoche der Kirche der geschützten Aufbewahrung des Allerheiligsten, die in der Heiligen Messe konsekrierten Hostien.
Den oberen Abschluss der mit blau-grüner Farbe mit kleinen Sternen bemalten Metalltür bildet ein gotisches Kreuz. Rechts und links neben dem Kreuz sind das Familienwappen derer von Dassel mit dem Hirschgeweih und ein Wappen mit drei Kugeln zu erkennen. Unter der Tür sind in den umrahmenden Sandstein durch ein schlichtes Kreuz getrennt die Namen JESUS und MARIA gemeißelt.
Gegenüber an der südöstlichen Seite der Apsis deutet eine kleine Maueröffnung auf das ursprüngliche Vorhandensein eines ebenfalls aus vorreformatorischer Zeit stammenden liturgischen Wasserbeckens hin, der sogenannten Piscina. Sie diente dazu, geweihtes Wasser, das nach einer Heiligen Messe nicht mehr benötigt wurde, in der Erde des um die Kirche liegenden Friedhofs versickern zu lassen. Ein kleiner Durchbruch durch die Außenwand sorgte für den Ablauf überschüssigen Taufwassers und des Wassers, das der Priester zum Waschen seiner Hände oder zum Reinigen der heiligen Gefäße benötigte. Die die Piscina umrankende spätgotische Bemalung in Form einer Kriechblume wurde 1947 sorgfältig restauriert.

### Kanzel

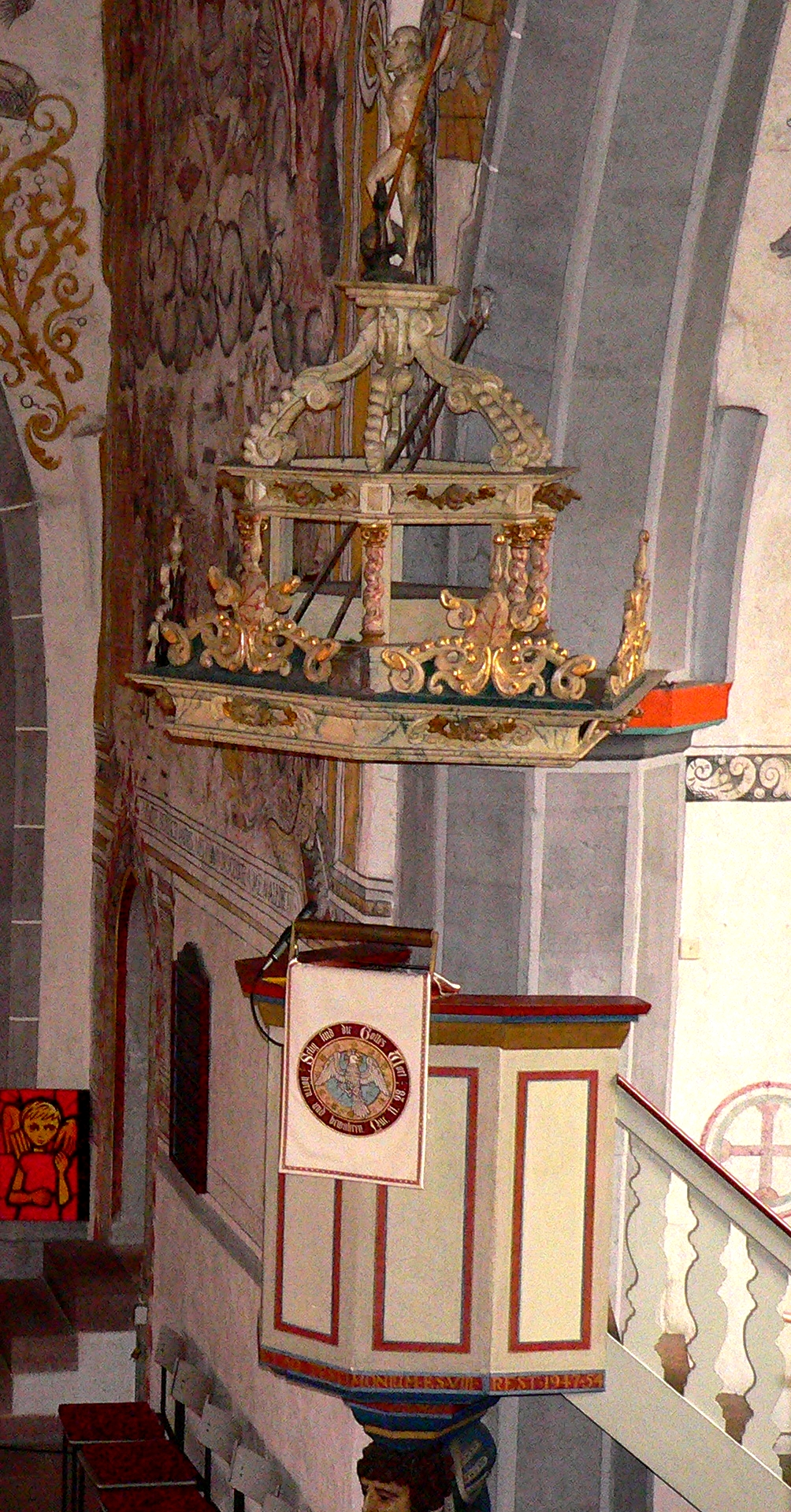
Kanzel

Die Kanzel der St.-Laurentius-Kirche stammt vermutlich aus der ersten Hälfte des 16. Jahrhunderts. Diese aus Sandstein gefertigte, farbig gefasste Kanzel stand ursprünglich an der letzten freistehenden Säule an der Südseite des Mittelschiffs. 1675 stifteten Andreas Hasenbalg, Besitzer der Papiermühle an der Ilme, und seine Frau eine grundlegende Restaurierung der Kanzel und ließen sie an die Ecksäule der Sakristei versetzen. Darauf weist folgende Inschrift hin: A proxima in hanc columnam transpositum et renovatum 1675 (Von der nächsten an diese Säule umgesetzt und erneuert 1675). Auch die Stifter haben sich in einer Inschrift verewigen lassen: Fieri me fecit m. Andreas Hasenbalg chartopoeta Dassellensis eiusque ux. Anna Gertrud Stegmann (Machen ließ mich Meister Andreas Hasenbalg, Papiermacher zu Dassel, und seine Ehefrau Anna Gertrud geb. Stegmann). Zwei weitere Inschriften lauten: Ad legem et ad testimonium. Esaias VIII. (Zum Gesetz und zum Zeugnis. Jesaja 8.) und Past. Henningo Gruben Dasselensi Arnoldo Pinkernell Nort. (Pastoren Henning Grube aus Dassel und Arnold Pinkernell aus Northeim). Am neuen Standort der Kanzel befand sich der Aufgang zum Kanzelkorb zunächst an der Nordseite der Sakristeiwand unterhalb der Weltgerichtsdarstellung. Um einen direkten Zugang von der Sakristei zur Kanzel zu schaffen, wurde der Aufgang 1962 an die Westseite der Sakristeiwand verlegt.
Die Kanzel wird von einem aus Holz geschnitzten, von den Eheleuten Hasenbalg gestifteten, barocken Schalldeckel überdacht. Den Deckel zieren auf zwei Ebenen insgesamt zehn Köpfe von Putten entsprechend der Zahlensymbolik in der Bibel. Auf der Spitze des Deckels ist über auslaufenden Ornamenten Christus dargestellt, mit dem Fuß eine Schlange niederhaltend und mit der Hand eine Siegesfahne tragend zum Zeichen seines Sieges über Sünde und Tod.

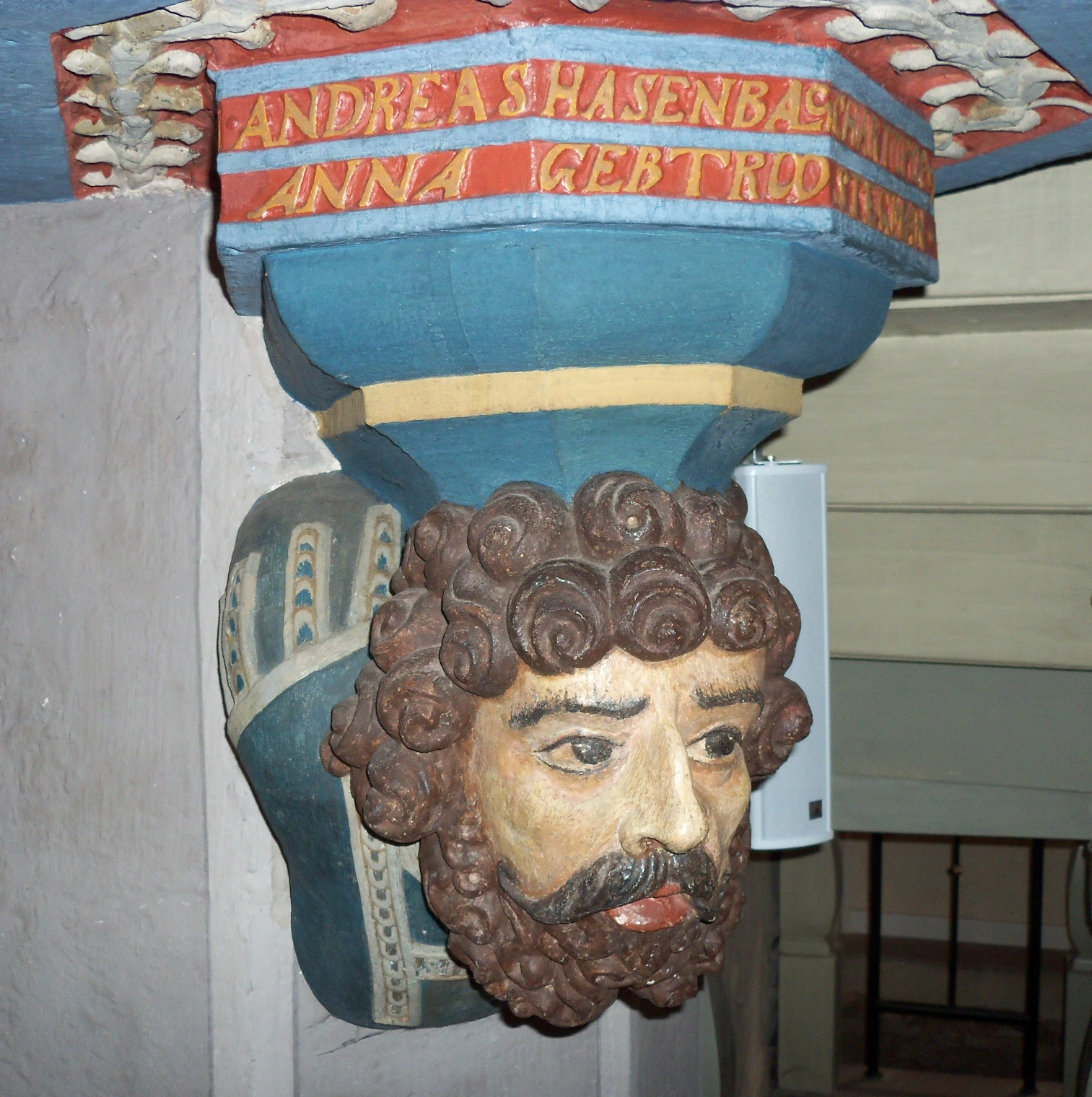
Konsole der Kanzel

Die Kanzel wird getragen von einem Simsonkopf. Simson (auch: Samson, hebräisch Schimschon) war eine mit übermenschlicher Stärke ausgestattete Gestalt des Alten Testaments aus dem israelischen Stamme Dan. Simsons erfolgreicher Kampf, bei dem er selbst den Tod fand, befreite sein Volk Israel von der Gefahr durch die Philister. So dient der Kopf des Simson als Sinnbild für Kraft und Stärke als stützende Konsole der Kanzel. 1947 und 1954 wurde der Simsonkopf restauriert, wobei er seine farbige Ausmalung erhielt.

### Taufbecken
Der Taufstein, der an der linken Seite des Mittelschiffs der Kirche gegenüber der Kanzel steht, stammt aus dem Jahr 1886. Gestiftet wurde er von Ernst Reinhold Moritz von Alten und seiner Frau Franziska Anna Katharina, geborene Freifrau von Knigge, wie die Inschrift auf dem kleinen runden Messingschild an der Stütze des Taufbeckens bekundet. Der heutige Taufstein befand sich bis 1962 vor dem Altar. Er ersetzte den zuvor genutzten Taufstein, den Freiherr Jobst Edmund von Brabeck um 1700 der Kapelle in Hunnesrück gestiftet hatte, und der heute im Nachfolgebau der Hunnesrücker Kapelle, der Michaeliskirche in Dassel, aufgestellt ist.

### Sakristei
Die Sakristei der St.-Laurentius-Kirche, die sich im östlichen Teil des südlichen Seitenschiffs befindet, hat einen Zugang vom Chorraum aus und eine Tür zum Kanzelaufgang. In dem mit einem gotischen Kreuzrippengewölbe gedeckten Raum befindet sich der Laurentius-Altar, dessen Seitenflächen mit aus Bronze gegossenen Reliefplatten verziert sind. Ein Stück des Schädels, ein Zipfel des blutgetränkten Mantels sowie das Siegel des heiligen Laurentius sollen, laut nicht nachzuweisender Überlieferung, in den Altar eingemauert sein.

## Wandmalereien
Zu Beginn des Jahres 1939 wurden bei Renovierungsarbeiten unter der dicken Kalkschicht, die die Innenwände der Kirche bedeckte, mittelalterliche Wandmalereien entdeckt. Friedrich Fischer, Sachverständiger der Technischen Hochschule Hannover, stellte bei einer am 21. August desselben Jahres durchgeführten Ortsbesichtigung fest, dass die unter dem Farbanstrich entdeckten Wandmalereien von historisch wertvoller Bedeutung sein könnten. Er beauftragte den mitanwesenden Kirchenmaler Wildt aus Hannover, ein Kostenangebot für die Freilegung der Bilder zu erstellen. Der gleichzeitig von dem Fund in Kenntnis gesetzte Landeskonservator Deckert aus Hannover untersagte jedoch am 18. September 1939 die weitere Untersuchung, Freilegung und Sicherung der alten Wandmalereien in der Dasseler Kirche, da die Weiterführung der Arbeit in Kriegszeiten nicht zu verantworten ist. Erst nach einem Beschluss des Kirchenvorstandes vom 27. März 1947 begannen die Freilegungsarbeiten unter Aufsicht des Landeskonservators Deckert durch den Kirchenmaler Droste aus Hameln und den Malermeister Friedrich Malchow aus Dassel.
Die nun vom schützenden Anstrich befreiten Ausmalungen in Kalk-Secco-Technik lassen sich zwei Zeitabschnitten zuordnen. Aus der vorreformatorischen Zeit der Erbauung der Kirche um 1447 stammt ornamentales Rankenwerk, wovon nur Reste sichtbar sind. Aus der nachreformatorischen Zeit, dem Spruchband am Triumphbogen zufolge um 1577, stammen die bildlichen Darstellungen, die die malerische Ausstattung des gesamten Kirchenschiffes prägen. Vermutlich um 1630 wurden diese neueren Wandmalereien übertüncht, als für zwei Jahre (1630–1632) wieder die katholische Herrschaft die Glaubensrichtung bestimmte. Gerade diese konservierende Kalktünche, mit der man die verschmähten bildlichen Darstellungen vor den Augen der Gottesdienstbesucher verbergen wollte, trug zum Schutz und zur Bewahrung der wertvollen Malereien über drei Jahrhunderte entscheidend bei, waren sie doch so vor äußeren Einflüssen (besonders vor Sonnenlicht) geschützt und zeigen sich heute in einer für Seccomalerei seltenen Farbintensität.

### Weihekreuze

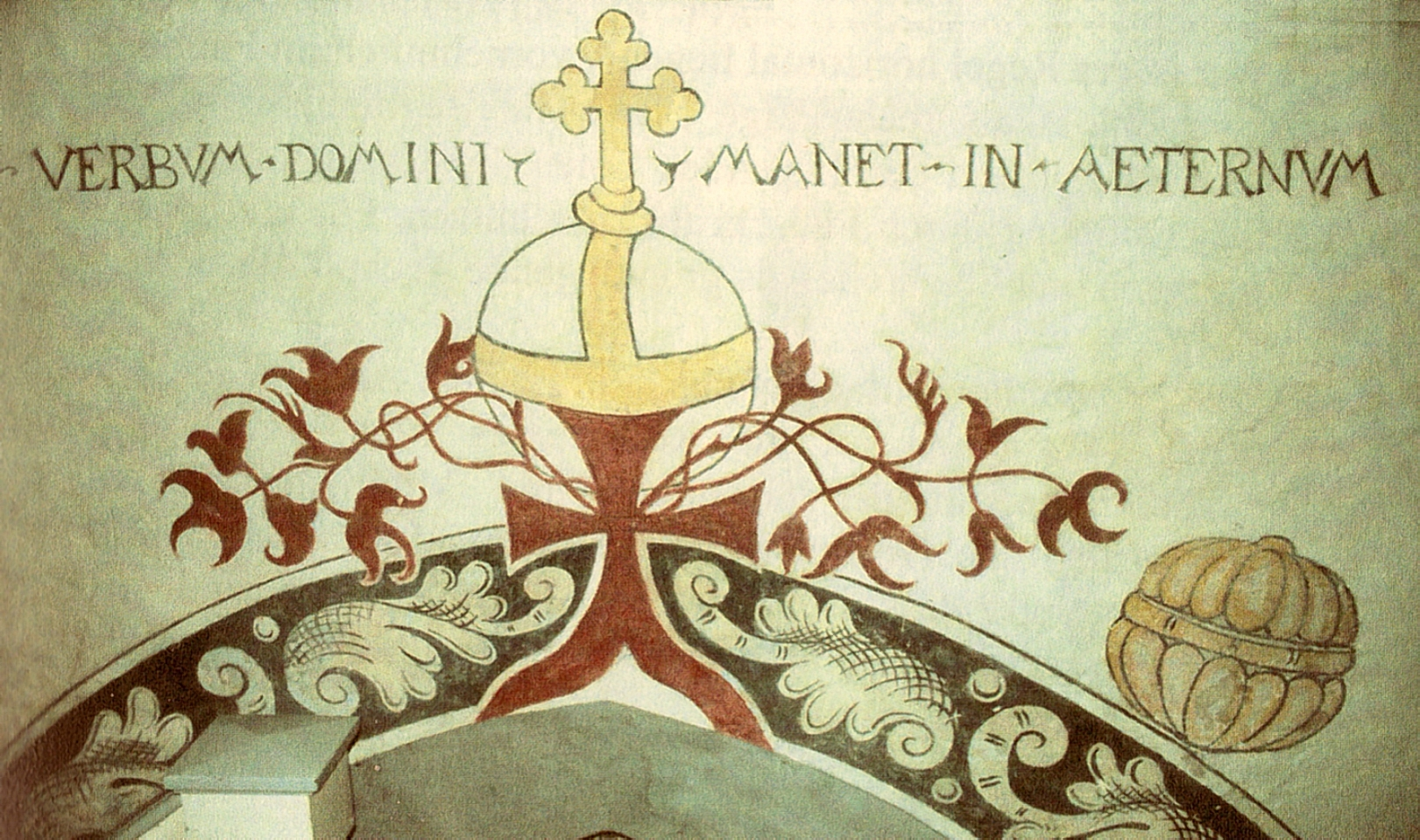
Weihekreuz

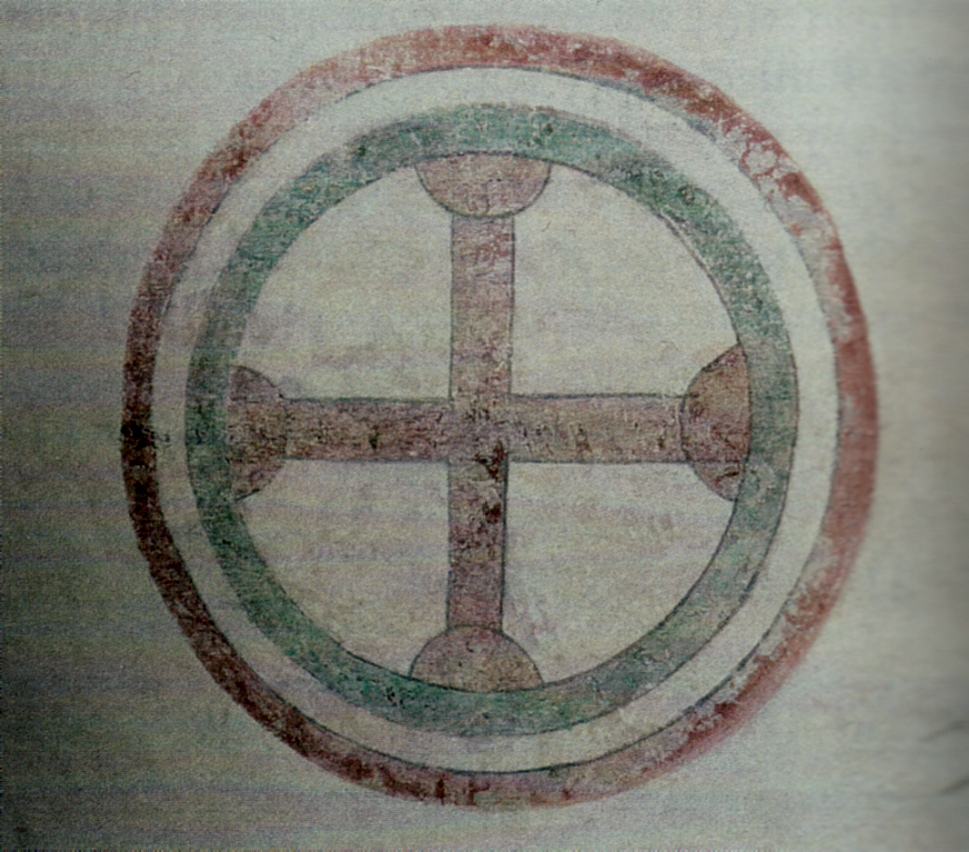
Apostelkreuz

Über dem Nordausgang der Kirche, der früher zum Kirchplatz mit den Begräbnisstätten führte, befindet sich ein nicht ganz symmetrisches rotes Weihekreuz mit gotischem Zierrat auf beiden Seiten oberhalb eines später hinzugefügten Renaissanceschmuckbandes. Es ist anzunehmen, dass dieses Kreuz im Weihejahr der Kirche 1447 in den Putz eingeritzt und mit roter Eisenfarbe ausgestrichen wurde.
Der obere Balken des Weihekreuzes greift in eine stilistisch dargestellte Weltkugel, auf der ein Brabanter Kreuz angebracht ist. Die drei Enden des Kreuzes münden in dreiblättrigen Kleeblättern, während der Stiel auf der Weltkugel ruht. Rechts und links des Kreuzes steht der Schriftzug VERBUM DOMINI MANET IN AETERNUM (Gottes Wort bleibt in Ewigkeit).
Neben dem Aufgang zur Kanzel ist an der Außenwand der Sakristei ein weiteres Weihekreuz in einem Doppelkreis zu sehen. Es handelt sich um eines der in gotischer Zeit häufig in katholischen Kirchen angebrachten zwölf Apostelkreuze. Laut dem Brief des Paulus an die Epheser (Eph 2,20 ) ist die Kirche auf die zwölf Apostel wie auf ein Fundament gebaut. Die in der Laurentiuskirche nicht vorhandenen, restlichen elf Apostelkreuze wurden bei der Freilegung der Malereien im Jahre 1947 zwar nicht aufgedeckt, könnten aber noch unter dem Kalkanstrich verborgen sein.

### Weltgericht

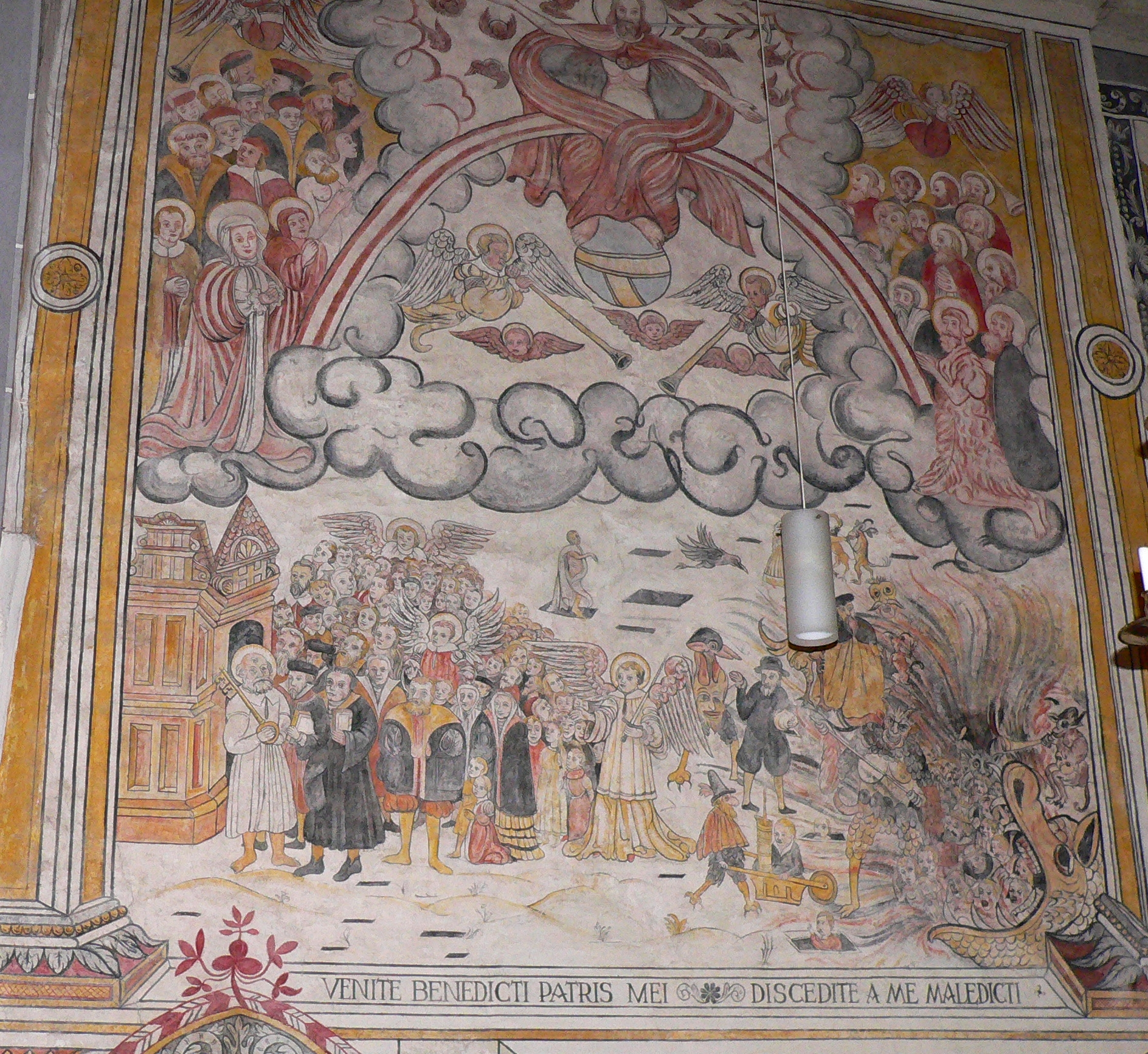
Das Weltgericht

An der nördlichen Außenwand der Sakristei ist das monumentale Bild mit der christlichen Botschaft des Jüngsten Gerichtes zu sehen, in dem der unbekannte Maler mit der Darstellung zeitgenössischer Personen auf die turbulenten Jahre des 16. Jahrhunderts einging und sie in Verbindung mit der himmlischen Herrschaft brachte. So drückt das Gemälde die politische Bedeutung der Konfessionalisierung aus, der Zeit, in der die lutherischen Lehren erstmals bildhaft dargestellt wurden. Der Schöpfer des Dasseler Weltgerichts orientierte sich an bereits bekannten Darstellungen des Themas und teilte sein Bild in zwei horizontale Ebenen, in eine obere himmlische und, durch ein breites Wolkenband getrennt, eine untere irdische Sphäre.
Im oberen Bildteil thront zentral Christus als Weltenrichter, die Füße auf einer Weltkugel abstützend, die von Posaune blasenden Engeln flankiert wird. Hinter Christus spannt sich ein Regenbogen, an dessen linkem Ende die betende Maria vor einer Personengruppe in volkstümlicher Tracht zu sehen ist. In dieser Gruppe sind auch Adam und Eva zu erkennen. Am rechten Ende des Regenbogens steht der ebenfalls betende Johannes der Täufer vor der Gruppe der Apostel.

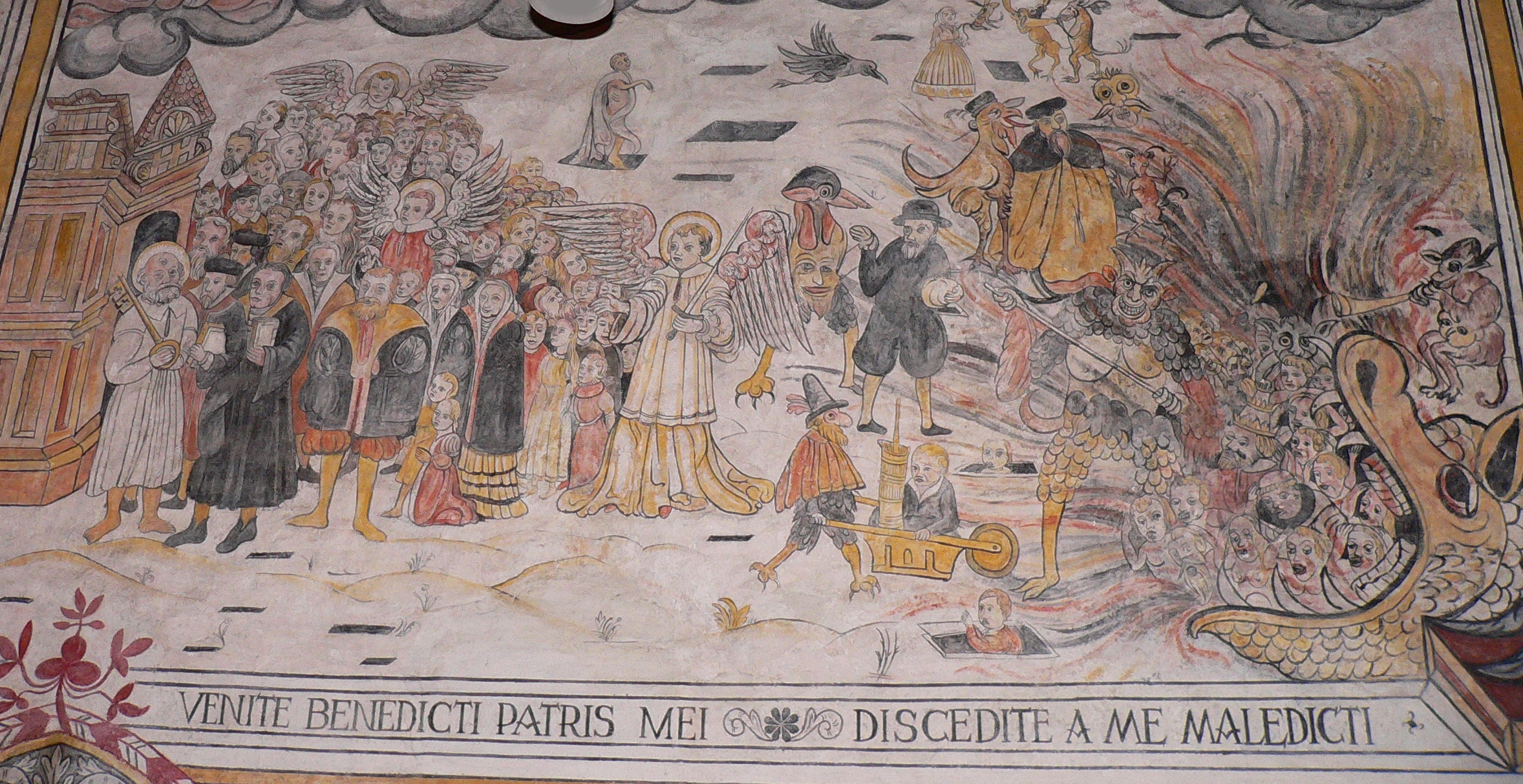
Das Weltgericht (Ausschnitt)

Unterhalb des waagerechten Wolkenbands zeigt das Bild auf der linken Seite die Gruppe der für die Auferstehung bestimmten Seligen, auf der rechten Seite die Gruppe der Verdammten, die bereits von des Teufels Großmutter in den Höllenschlund gestopft werden. Bei den Seligen steht Petrus mit dem Schlüssel vor der Himmelspforte, um die Auserwählten, unter denen sich auch erkennbar Martin Luther, Philipp Melanchton, Johannes Bugenhagen, Johann Friedrich I. und Elisabeth von Calenberg-Göttingen befinden, einzulassen. In der Gruppe der Verdammten in der rechten unteren Bildhälfte des Gemäldes sind sowohl Vertreter der alten Kirche wie der Papst (mit Tiara) und ein Mönch mit Tonsur zu erkennen, als auch weltliche Sünder. Besonders hervorgehoben aus der Masse ist im Vordergrund eine Frau, die in einer Schubkarre sitzend und ein Butterfass haltend dem Höllenschlund zugefahren wird, ein in der Zeit oft verwendetes Symbol für Betrug der Markthändler(innen). Etwas höher erkennt man eine schwarz gekleidete Person mit prall gefülltem Geldbeutel in der linken Hand, Symbol für Geiz und Geldgier. Hier wird Christi Aussage an seine Jünger, dass eher ein Kamel durch ein Nadelöhr gehe, als ein reicher Mann in den Himmel komme (Mt 19,23–24 ), adaptiert. Aber auch ein Bezug auf den Ablasshandel ist denkbar.
Im oberen Teil der Gruppe der Verdammten besonders hervorgehoben wurde vom Maler eine Person mit Pelzbarett und pelzbesetztem Mantel, die zur damaligen Zeit nur für höher gestellte Persönlichkeiten erschwinglich waren. Auch wenn gewisse Ähnlichkeiten mit Johannes Calvin, dem reformatorischen Widersacher Luthers, zu erkennen sind, handelt es sich eher um den in der Bevölkerung unbeliebten Erich II., der nach seiner Mündigkeit zum katholischen Glauben zurückkehrte. Im Bild wird er zum Höllenschlund von einem Teufel in Hahnengestalt geführt, der im Mittelalter als eitel und unbeständig galt.
Das Spruchband unter dem Bild lautet unter der Gruppe der Seligen VENITE BENEDICTI PATRIS MEI (Kommt her, ihr Gesegneten meines Vaters; Mt 25,34 ), unter der Gruppe der Verdammten DISCEDITE A ME MALEDICTI (Geht weg von mir, ihr Verfluchten; Mt 25,41 ).

### Paradies und Sündenfall

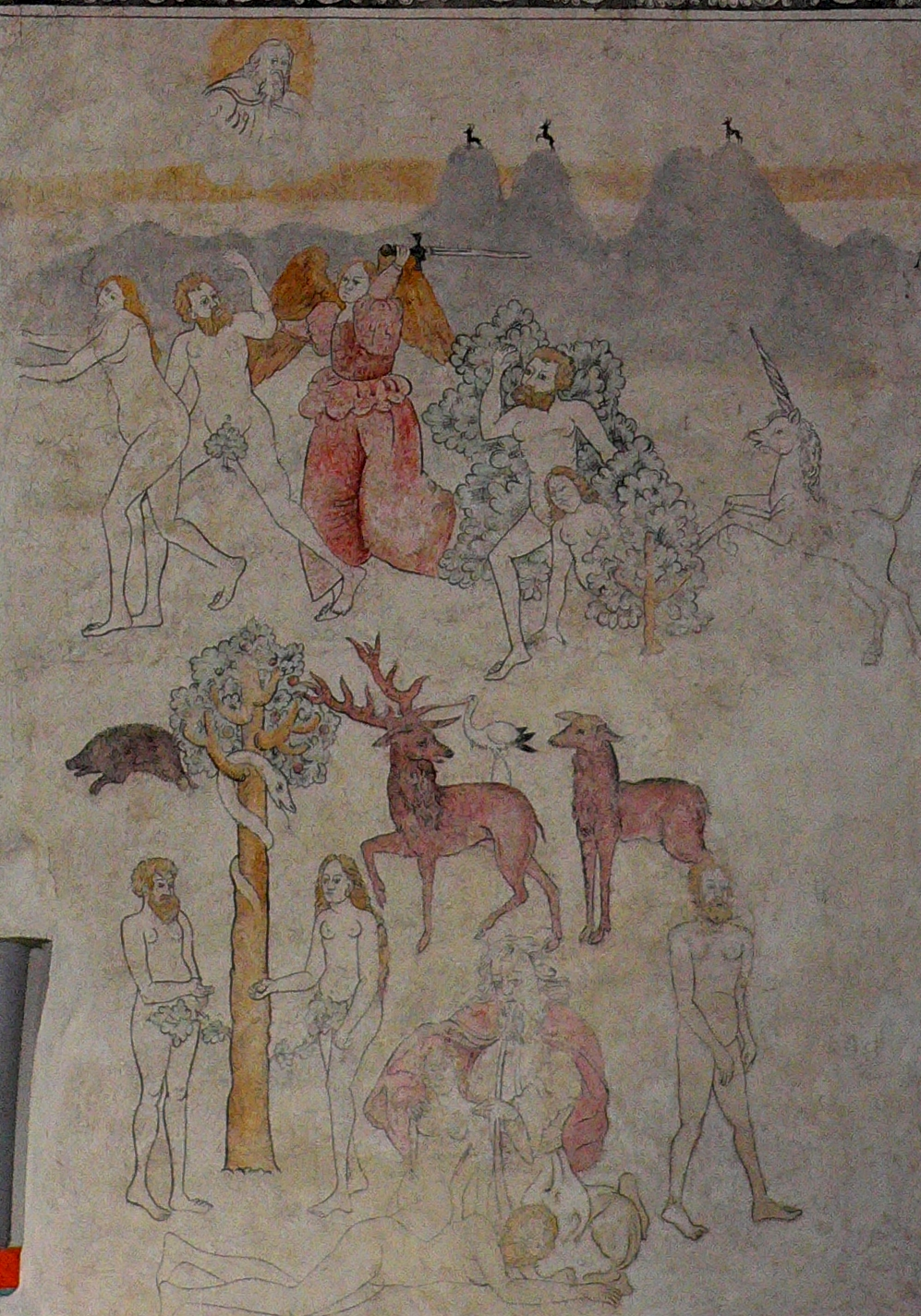
Paradies und Sündenfall

Das große Bild der Schöpfungsgeschichte nimmt die gesamte Fläche der westlichen Sakristeiwand ein und ist von unten rechts nach oben links zu lesen. In der rechten unteren Bildfläche ist zunächst der bereits erschaffene Adam dargestellt. Die Szene links daneben zeigt, wie Gott aus der Rippe des schlafenden Adam seine Frau Eva erschafft.
In der linken unteren Bildfläche ist der Sündenfall der beiden ersten Menschen dargestellt. Verführt von der listigen Schlange, die sich um den Baumstamm windet, essen Adam und Eva Früchte vom Baum der Erkenntnis von Gut und Böse. Das bisher nackt dargestellte Paar bedeckt nun schamhaft seine Blößen mit belaubten Zweigen des Baumes.
Im mittleren Teil des Bildes erscheinen Rind, Storch, Hirsch und Wildschwein als Beispiele aus der einheimischen Fauna. Die obere Bildhälfte ist geprägt durch die Darstellung der Vertreibung aus dem Paradies. Auf der rechten Bildseite verstecken sich Adam und Eva in einem Gebüsch, um der Strafe Gottes zu entgehen, werden aber von einem Einhorn, dem Sinnbild für Reinheit, Unschuld und Keuschheit, aus diesem aufgescheucht. In der letzten Szene schließlich vertreibt ein Engel mit drohendem Schwert Adam und Eva aus dem Paradies.
Im oberen Teil des Bildes beobachtet aus einer Wolke heraus eine Gottesgestalt das gesamte Geschehen. Rechts davon ragt ein Gebirgszug bis fast an die Wolken, auf dessen Gipfeln drei kleine schwarze Gämsen zu erkennen sind.

### Aus dem Leben Jesu – Von der Geburt bis zur Taufe
Die Secco-Malereien oberhalb der Jochbögen des Mittelschiffs zeigen umlaufend in sechs Bildern das Leben Jesu, beginnend rechts an der Südseite mit der biblischen Weihnachtsgeschichte und endend mit der Taufe im Jordan auf der Nordseite vor dem Triumphbogen. Der unbekannte Maler orientierte sich bei seinen Darstellungen offenbar an Albrecht Dürers Kleiner Holzschnitt-Passion von 1511, da viele Einzelheiten seiner Bilder und die Positionen der Figuren mit dieser Vorlage übereinstimmen. Allerdings verlangten die räumlichen Einschränkungen der Jochbögen der Dasseler Kirche Vereinfachungen in der Darstellung.

#### Verkündung an Maria
Die Bildfolge beginnt oberhalb der Kanzel mit der Verkündung an Maria, bei der ihr der Erzengel Gabriel erscheint und verkündet, dass sie einen Sohn mit dem Namen Jesus zur Welt bringen werde. Der in faltenreichem Gewand gekleidete Erzengel wendet sich mit erhobenem rechten Arm und zwei ausgestreckten Fingern an die in stiller Erwartung verharrende Maria.

#### Anbetung durch die Hirten

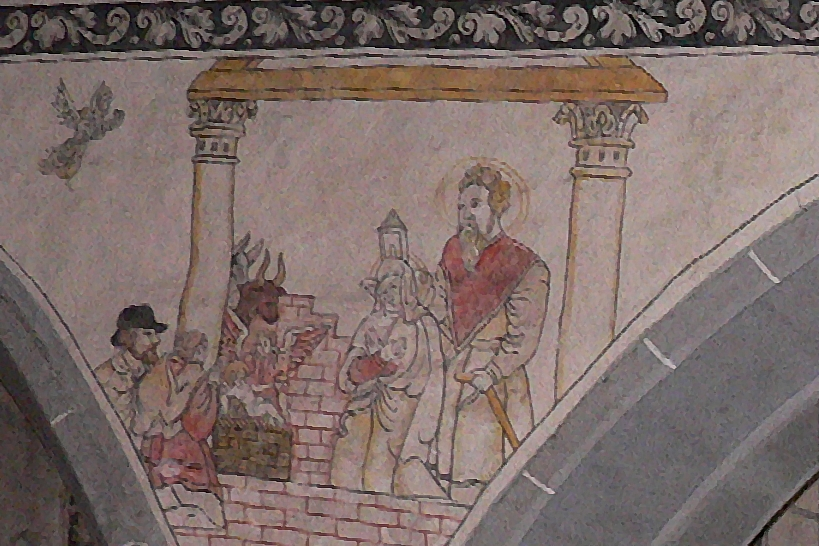
Anbetung der Hirten

Das zweite Bild zeigt die Anbetung des neugeborenen Jesus durch die Hirten. Da Maria und Josef in Bethlehem keine Herberge fanden, musste Maria ihren Sohn in einem Stall zur Welt bringen. Hirten aus der Umgebung waren die ersten Besucher, da ihnen ein Engel die frohe Botschaft der Ankunft des Erlösers zuvor verkündet hatte (Lk 2,7–20 ).

#### Die Beschneidung

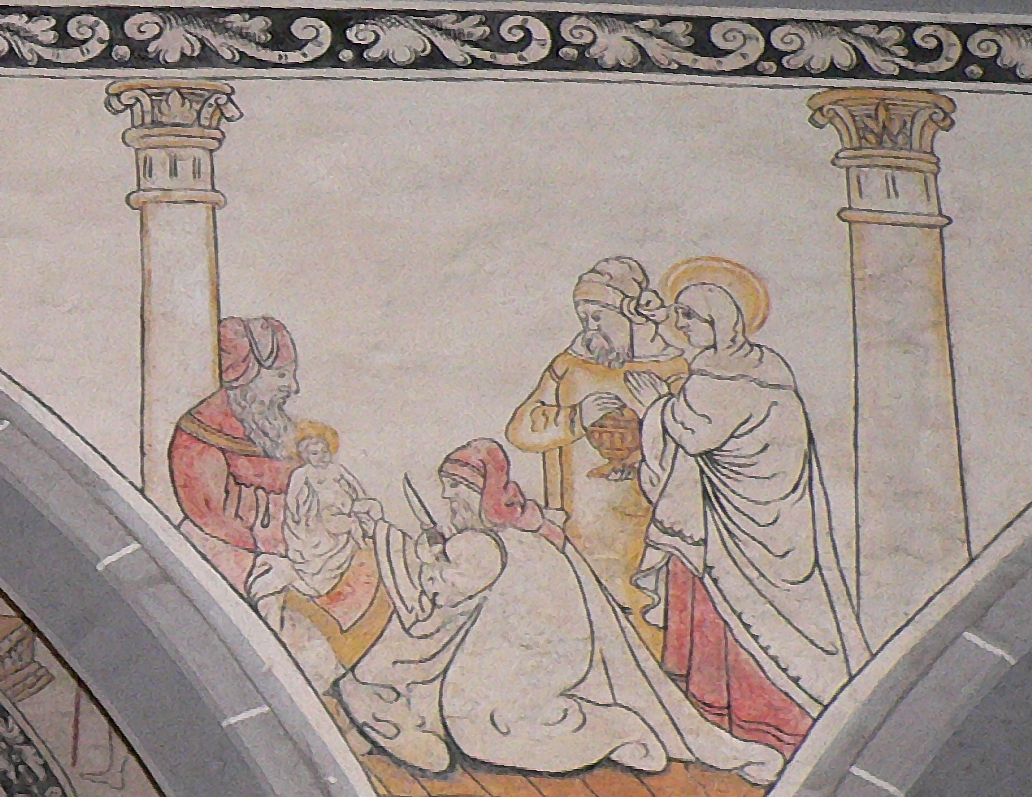
Jesu Beschneidung

Als drittes Gemälde und letztes Bild an der Südseite des Mittelschiffs ist Die Beschneidung dargestellt. Am achten Tage nach der Geburt Jesu wurde dem jüdischen Brauch entsprechend seine Beschneidung durch einen Priester vorgenommen, verbunden mit der Namensgebung sowie der Aufnahme in das Volk Israel (Gen 17,12 ) und (Lk 2,21 ).

#### Anbetung der drei Könige

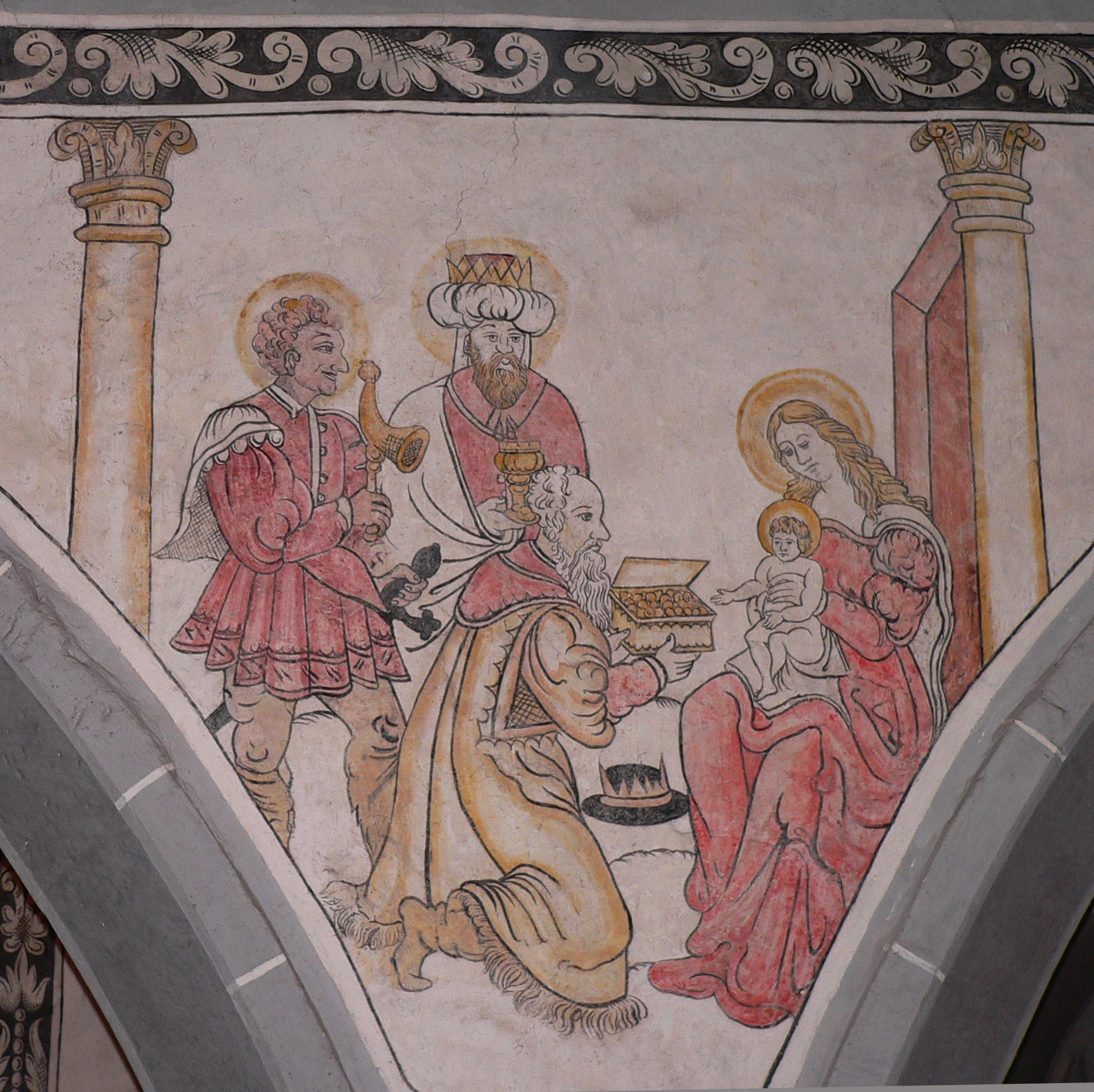
Anbetung der drei Könige

Der Bilderzyklus setzt sich an der Nordseite des Mittelschiffs fort, beginnend an der Orgelempore. Dargestellt ist im vierten Bild die Anbetung der drei Könige. Einer der drei Könige kniet vor Maria, die das Kind auf ihrem Schoß hält. Als Zeichen der Demütigung hat er seine Krone abgelegt und überreicht ein Kästchen mit Myrrhe. Die beiden anderen Könige stehen im Hintergrund, beten das Kind an und halten ihre Geschenke, Gold und Weihrauch, in Händen.

#### Im Tempel

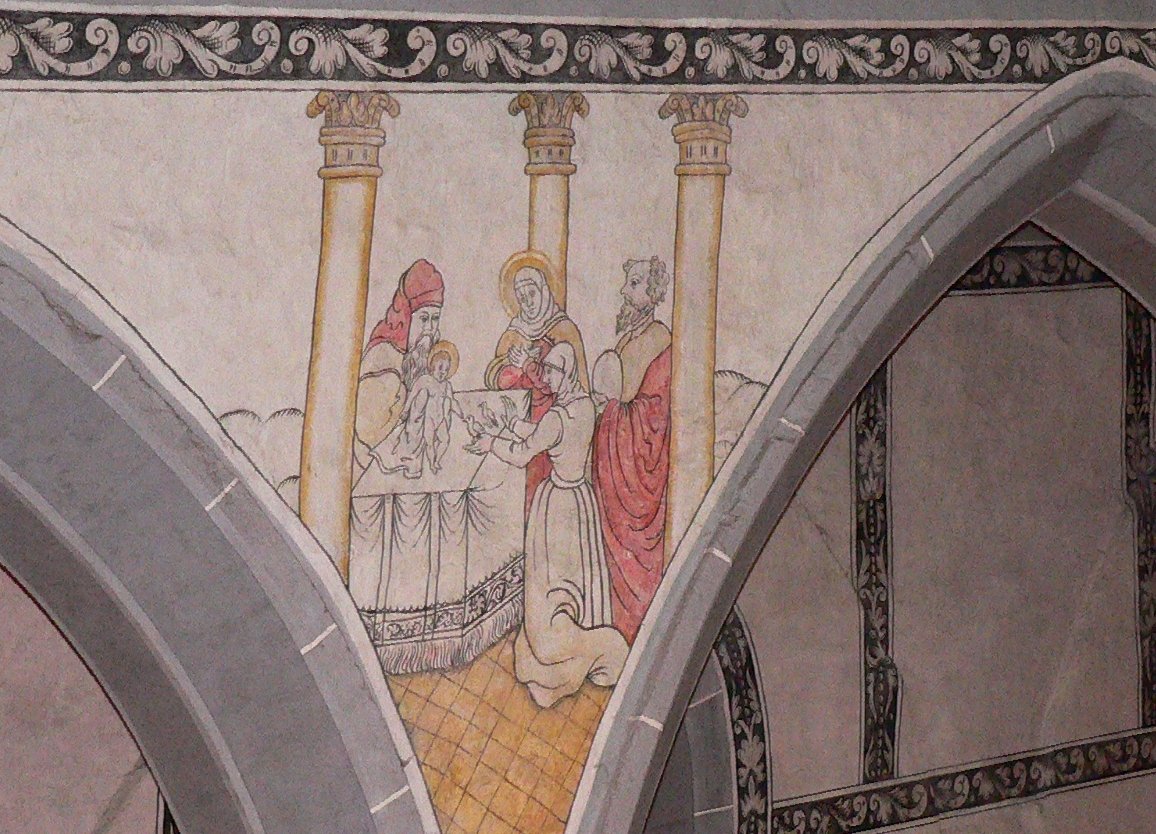
Im Tempel

Das nächste, fünfte Bild zeigt die Heilige Familie im Tempel von Jerusalem, da nach jüdischer Vorschrift der erstgeborene Sohn vierzig Tage nach der Geburt in den Tempel gebracht, Gott übergeben und durch ein Opfer (Geld oder Tierersatz) ausgelöst werden sollte. Dargestellt sind neben Maria, Josef und Jesus der fromme und gottesfürchtige Simeon und die Prophetin Hanna, die in dem Kind den Messias erkennen. Simeon hält Jesus auf einem Altar und Maria und Josef bringen als Opfergabe zwei Tauben dar (Lk 2,36 ).

#### Die Taufe im Jordan

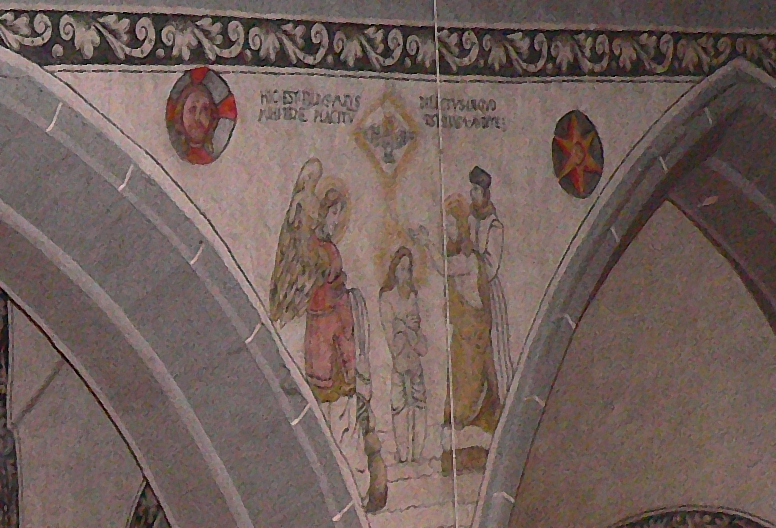
Taufe Christi

Im letzten, sechsten Bild an der Südwand des Mittelschiffs vor dem Triumphbogen ist die Taufe Jesu im Jordan dargestellt. Johannes der Täufer nimmt sie vor, während Jesus, mit einem Lendenschurz bekleidet und im Wasser des Flusses stehend, sich ihm zuwendet. Ein links von Jesus stehender Engel bezeugt die Heilige Taufe. Er hält das Gewand des Erlösers in seinen Händen. In Gestalt einer Taube schwebt über dem Geschehen der Heilige Geist.
Seitwärts hinter Johannes ist ein mit Barett und Gelehrtengewand bekleideter Mann abgebildet, der sich nicht aus den biblischen Beschreibungen der Taufe ableiten lässt und somit Raum für Spekulationen schafft. So vermutet Erich Plümer, dass sich hier der unbekannte Schöpfer der Malereien in zeitgenössischer Bekleidung selbst dargestellt hat, während Elisabeth Anton in dieser Person eher den Reformator des Calenberger Landes Antonius Corvinus sieht.
Links und rechts der Taubendarstellung ist die biblische Botschaft aus Matthäus 3,17, Markus 1,11 und Lukas 3,22 in das Bild eingefügt: HIC EST FILIUS MEUS DILECTUS IN QUO MIHI BENEPLACITUM EST ILLUM AUDITE (Dies ist mein geliebter Sohn, an dem ich Wohlgefallen habe. Hört auf ihn). Die beiden links und rechts neben dem Schriftzug in die Mauer eingelassenen runden Medaillonsteine sind älter als das Taufbild. Sie zeigen einen Christuskopf und einen Stern.
Vor dem mittleren nördlichen Pfeiler unterhalb der Taufdarstellung steht seit 1962 der Taufstein der Laurentiuskirche.

### Passion – Vom Abendmahl bis zur Auferstehung
Die Leidensgeschichte Jesu Christi ist oberhalb und seitlich neben den Jochbögen der gotischen Fenster des südlichen Seitenschiffs mit dunklen Ornamentbändern eingefasst dargestellt. Neun der ursprünglich elf Bilder umfassenden Passionsdarstellung konnten rekonstruiert werden. Die Bildfolge verläuft von der Sakristei aus in westlicher Richtung bis zur Orgelempore.
Die Darstellung der Leidensgeschichte beginnt mit dem letzten Abendmahl. Aufgrund der nur kleinen zur Verfügung stehenden Fläche hat der Maler Christus inmitten seiner versammelten Jünger in zwei Reihen stehend dargestellt. Lediglich Judas Ischarioth sitzt an der gegenüberliegenden Seite des Tisches. Bei der Restaurierung des Bildes konnten nur elf der zwölf Jünger vollständig rekonstruiert werden. Auf dem Tisch steht eine Schüssel mit den Resten des gebratenen Osterlamms; das Mahl ist beendet, Christus spricht von seinem nahenden Tod.

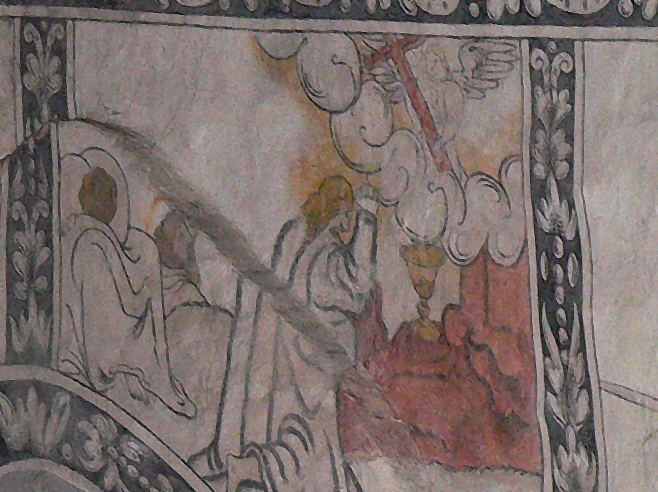
Im Garten Getsemani

Im nächsten Bild kniet Christus im Garten Getsemani am Ölberg vor den Toren Jerusalems.
Der Maler lässt den betenden Christus vor einem goldenen Kelch knien. In den Wolken erscheint ein Engel mit Kreuz, während die Jünger schlafen. Die von Judas herangeführten Kriegsknechte nahen bereits, um Christus gefangen zu nehmen.

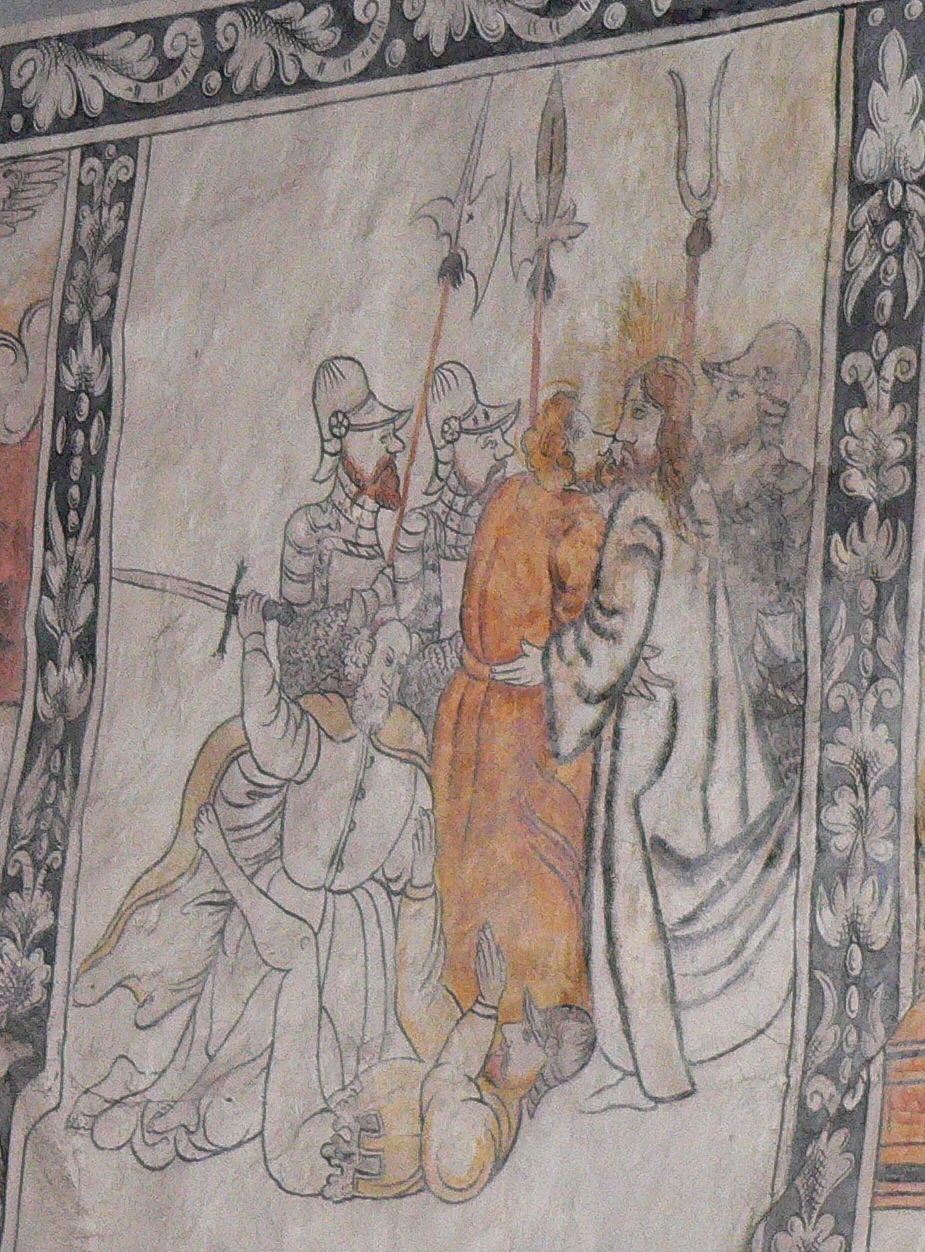
Judaskuss und Gefangennahme

Das dritte Bild, Der Judaskuss und Die Gefangennahme, stellt beide Vorgänge in einem Gemälde dar. Judas, begleitet von einer Schar Landsknechte, küsst verräterisch Christus. Die wie zur Zeit des Malers mit Hellebarden Bewaffneten nehmen daraufhin Christus gefangen. Im Vordergrund ist Petrus mit erhobenem Schwert zu sehen, offenbar soeben dabei, dem Malchus, einem Diener des Hohenpriesters Kajaphas, ein Ohr abzuschlagen (Joh 18,10–11 ).

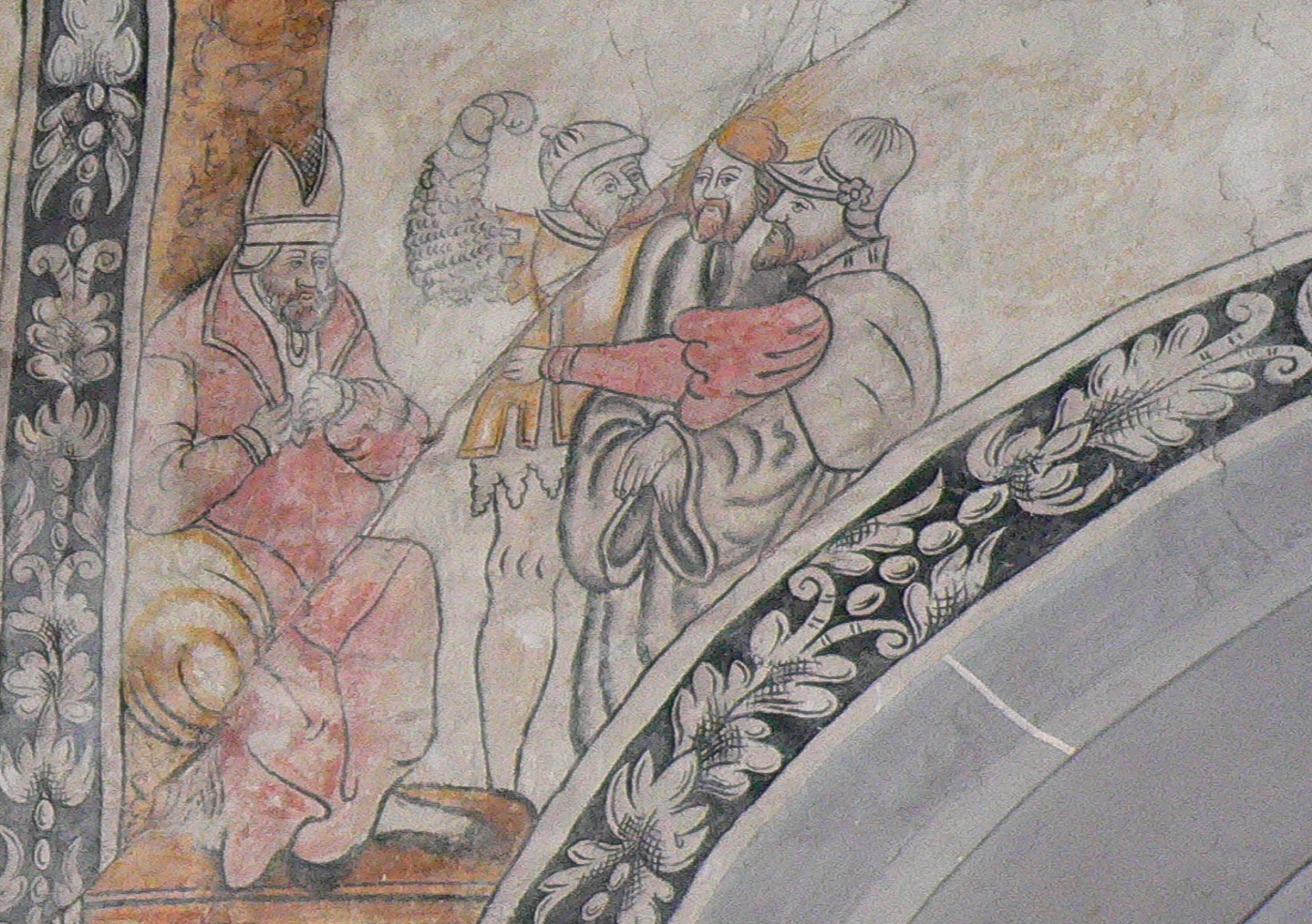
Das Verhör

Neben der Gefangennahme wird als nächstes Bild Das Verhör unter dem Vorsitz des Hohenpriesters Kajaphas dargestellt, der nach einem Schnellverfahren gegen Christus das Todesurteil wegen Gotteslästerung fällt. Ein Krieger schlägt Christus mit der Faust ins Gesicht.
Im fünften Bild der Passionsgeschichte wird dargestellt, wie Christus in Begleitung von zwei schwer bewaffneten Landsknechten dem römischen Statthalter Pontius Pilatus zum ersten Mal vorgeführt wird.
Zwischen dem zweiten und dritten Fenster konnte der Restaurator das sechste Bild nicht rekonstruieren. Die wenigen freigelegten Spuren lassen vermuten, dass es sich hier um die Darstellung der Vorführung Christus vor König Herodes handelte.
Das siebte Bild zeigt die Geißelung Christi im Haus des Pontius Pilatus. Der Maler stellt Christus mit schmerzverzerrtem Gesicht vor der Geißelsäule dar. Von links und rechts schlagen zwei Männer mit Geißel und Rute auf Christus ein.
Die achte Szene, Schaustellung Christi oder Ecce homo, zeigt Christus im roten Spottmantel und Dornenkrone auf dem Haupt. Pontius Pilatus führt ihn den anklagenden Juden vor, die Kreuzige ihn rufen.
Die Handwaschung des Pilatus als wahrscheinlich neuntes Bild der Passion konnte vom Restaurator nur in Ansätzen freigelegt werden.
Dagegen ist das Bild der Kreuztragung als zehnte Darstellung der Passionsgeschichte erhalten. Am rechten Bildrand sind die Mutter Maria und der Lieblingsjünger Johannes zu erkennen. Ein Soldat im Hintergrund des linken Bildrands kontrolliert das Geschehen über die Schulter gewendet.
Ein Bild der Kreuzigung Christi fehlt an dieser Stelle in der Passionsdarstellung. Möglich scheint, dass diese Darstellung unterhalb des 4. Und 5. Bildes erfolgte, um den zentralen Augenblick der Leidensgeschichte für die Besucher des Gottesdienstes in den Vordergrund zu rücken. Fragmente an dieser Stelle deuten darauf hin. Das Schlussbild Die Auferstehung unter der Orgelempore zeigt als elftes Bild Christus mit erhobener Rechten und einer Kreuzfahne in seiner Linken.

### Christophorus
Die Wände im Nordschiff sind nicht so reich ausgeschmückt wie die des Südschiffs. Nur oberhalb des Ausgangs zum Kirchplatz sind drei Bilder zu sehen, die deutlich später als die anderen Malereien in der Kirche, vermutlich um 1630, entstanden sind. Alle drei Bilder wurden vom Maler mit den Namen der dargestellten Personen versehen. Die erste der hier abgebildeten Einzelpersonen ist der heilige Christophorus als standhafter Riese, der sich auf einen Baumstamm stützend bei dem erkennbar herrschenden Sturm Halt verschafft. So trägt er das Jesuskind sicher durch die starke Strömung des Flusses von einem Ufer zum anderen.
Diese Art der Darstellung weist bereits Martin Luther in einer seiner Malanweisungen wie folgt an: „Also wird Christophorus gemalet mitten im Meer, mit einem Baum, den ihm Gott in die Hand gegeben hat, daran er sich stützet und hält. Wo er den Baum nicht hätte, wäre ihm unmöglich, dass er die Last ertrage und durch das tiefe, weite Meer hindurchkommen sollte. Also wäre mir auch unmöglich, zu ertragen das große Dräuen, Toben, Wüthen und die Tyrannei der Welt, dazu die große List und feurigen Pfeile des Teufels, wo mir Christus nicht beistünde.“ Der Baumstamm, auf den sich Christophorus stützt, stellt also sinnbildlich das Wort Gottes dar, auf das sich der Christ stets stützen kann, um so die Unbilden des Lebens zu bestehen.

### Paulus
Ist das Bild des Christophorus durch den späteren Einbau des nördlichen Zugangs zur Orgelempore fast völlig verdeckt, zeigt sich das Bildnis des Apostels Paulus vollständig sichtbar. Es stellt ihn vor einem wolkigen Himmel dar, in der linken Hand seines ausgestreckten Arms das Schwert des Geistes haltend. Mit der rechten Hand drückt er eine Bibel fest an seine Brust.

### Lucretia
Das dritte, nicht vollständig restaurierbare Bild der Trilogie stellt die Römerin Lucretia (um 500 v. Chr.), hier Lukretia geschrieben, als unbekleidete Frau auf einem Pferd dar. Sie hält in der linken Hand einen Dolch, den sie gegen sich selbst richtet, um ihrem Leben ein Ende zu setzen. Als Gattin des Lucius Tarquinius Collatinus aus der königlichen Familie der Tarquinier wurde sie der Überlieferung nach von Sextus Tarquinius, einem entfernten Verwandten ihres Mannes, in dessen Abwesenheit gewaltsam entehrt. Da sie als bekannt tugendhafte Frau diese Schande nicht ertrug, beging sie Selbstmord.

### Engel

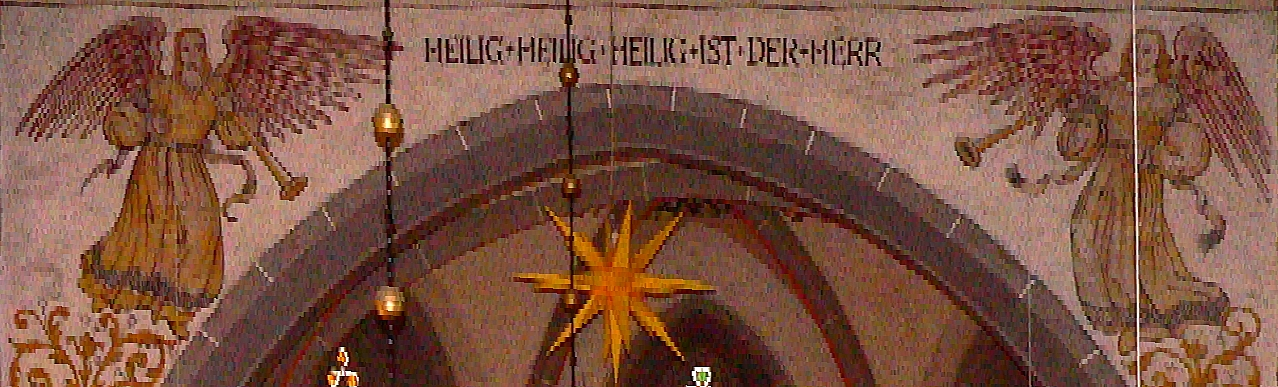
Posaunenengel

Jeweils zwei markante Engeldarstellungen schmücken die Bogenzwickel der Außenwände des Mittelschiffs in Höhe der Orgelempore und oberhalb des Triumphbogens vor dem Altarraum. Die beiden Engel rechts und links der Empore halten mit ausgebreiteten Flügeln eine Fackel und ein Spruchband in ihren Händen, das an der Südwand die Datierung der Malereien (1577) aufweist, während auf dem Band an der nördlichen Wand ANNUNCIO VOBIS GAUDEUM MA(N)GNUM (Ich verkünde Euch große Freude) zu lesen ist.
In den Zwickeln oberhalb des Triumphbogens und somit auf der Hauptsichtfläche während des Gottesdienstes schweben aus einem Rankenwerk Posaune blasende Engel mit ausgebreiteten Flügeln hervor. Zwischen den beiden Engeln über dem Scheitel des Bogens befindet sich die Inschrift HEILIG HEILIG HEILIG IST DER HERR (Jesaia 6 – Besuch des Tempels von Jerusalem).

## Orgel

### Geschichte
Mehr als 200 Jahre nach der Weihung von St. Laurentius und über 150 Jahre nach der Reformation erhielt die nun lutherische Kirche auf der linken Seite des Chorraums gegenüber der Kanzel eine erste Orgel, die schon 1730 durch eine neue ersetzt wurde. Beide Orgelbauer sind nicht bekannt. 1844 beauftragte die Kirchengemeinde die Orgelbauer Philipp Furtwängler & Söhne aus Elze mit dem Neubau einer Orgel auf der westlichen Empore im Sinne des Barocks. Furtwängler baute eine Orgel mit 24 Registern auf zwei Manualen und dem Pedal. Die Kosten für das jährliche Stimmen der Orgel sowie für das damals noch übliche Bälgetreten übernahm der Magistrat der Stadt Dassel laut Vertrag von 1903 bis 1927.
Eine erste grundlegende Umbau- und Renovierungsmaßnahme der Orgel erfolgte im Jahre 1949 durch den Orgelbaumeister Paul Ott aus Göttingen, der sie zeitgemäß auf 27 Register erweiterte. Etwa die Hälfte des Registerbestandes von Furtwängler blieb erhalten, der Rest wurde erneuert oder umgearbeitet. Das in einem Gottesdienst feierlich eingeweihte Instrument wurde umgehend unter Denkmalschutz gestellt. 1975 erfolgte eine weitere Instandsetzung und Teilrestaurierung des historischen Bestandes durch den Orgelbaumeister Martin Haspelmath aus Walsrode.
1994 stellte man erhebliche Mängel an der Orgel fest, sodass eine einwandfreie Bespielbarkeit nicht mehr gegeben war. Der Kirchenvorstand veranlasste daraufhin die notwendig gewordene Restaurierung. Die Sicherstellung der Finanzierung der aufwändigen Arbeiten zog sich bis zum Herbst des Jahres 1999 hin. Die Firma Franz Rietzsch Orgelbau aus Hemmingen-Hiddestorf bei Pattensen zerlegte die Orgel in sämtliche Einzelteile, reinigte sie und ersetzte die schadhaften Teile. Am 18. Juni 2000 konnte die umfangreich renovierte Furtwängler-Orgel, mit ihren 25 Registern und 1650 Pfeifen in einem Festgottesdienst von Kirchenmusikdirektor Friedhelm Flamme wieder bespielt und damit erneut eingeweiht werden.

### Disposition
Die Orgel verfügt über zwei Manuale, Pedal, 33 Ranks, 25 Register mit 1650 Pfeifen.

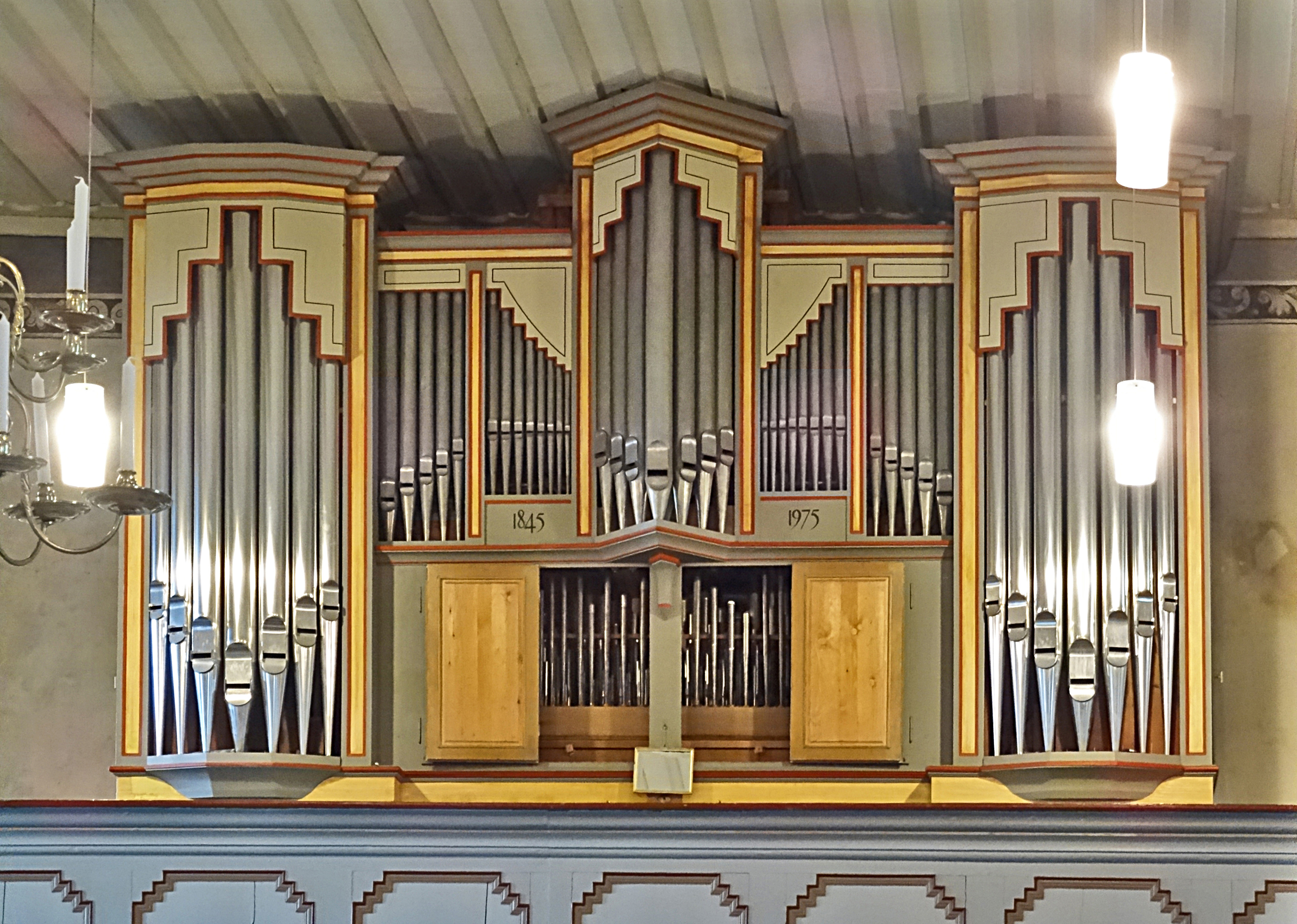
Furtwängler-Orgel

| I Manual C–f3 |        |
| Bordun        | 16′    |
| Principal     | 8′     |
| Rohrflöte     | 8′     |
| Octave        | 4′     |
| Spitzflöte    | 4′     |
| Quinte        | 2 ⁄3′  |
| Octave        | 2′     |
| Tertia        | 1 3⁄5′ |
| Mixtur        | IV–VI  |
| Trompete      | 8′     |

| II Manual C–f3   |       |
| Spitzflöte       | 8′    |
| Lieblich Gedackt | 8′    |
| Principal        | 4′    |
| Gedacktflöte     | 4′    |
| Flageolett       | 2′    |
| Nassat           | 1 ⁄2′ |
| Sesquialtera II  |       |
| Scharf III       |       |
| Dulzian          | 8′    |

| Pedal C–f1 |     |
| Subbass    | 16′ |
| Principal  | 8′  |
| Bordun     | 8′  |
| Octave     | 4′  |
| Posaune    | 16′ |
| Trompete   | 8′  |

- Koppeln: I/P
- Tremulant: auf das ganze Werk

## Glocken
| Zeitleiste über die Glocken der St.-Laurentius-Kirche in Dassel | Zeitleiste über die Glocken der St.-Laurentius-Kirche in Dassel                       | Zeitleiste über die Glocken der St.-Laurentius-Kirche in Dassel |
| --------------------------------------------------------------- | ------------------------------------------------------------------------------------- | --------------------------------------------------------------- |
| 1687                                                            | Erste urkundliche Erwähnung einer Laurentiusglocke aus Bronze                         |                                                                 |
| 1751                                                            | Umguss der Glocke zur heutigen Laurentiusglocke                                       |                                                                 |
| 1907                                                            | Anschaffung einer zusätzlichen Osterglocke aus Bronze                                 |                                                                 |
| 1914                                                            | Entfernung der Osterglocke und Einschmelzung zur Herstellung von Kriegswaffen         |                                                                 |
| 1922                                                            | Anschaffung einer neuen Osterglocke aus Stahl                                         |                                                                 |
| 1922                                                            | Anschaffung einer dritten Glocke, der Bürgerglocke, ebenfalls aus Stahl               |                                                                 |
| 1922                                                            | Anschaffung von zwei weiteren Glocken aus Stahl für die Turmuhr als Stundengeläut     |                                                                 |
| 1942                                                            | Entfernung der Laurentiusglocke zwecks Einschmelzung zur Herstellung von Kriegswaffen |                                                                 |
| 1947                                                            | Rückkehr der unbeschädigten Laurentiusglocke in den Kirchturm                         |                                                                 |
| 1973                                                            | Austausch der vier Stahlglocken gegen neue aus Bronze                                 |                                                                 |

### Laurentiusglocke
Obwohl anzunehmen ist, dass bereits mit Errichtung der ersten Kirche 1477 eine Glocke im Turm der Laurentiuskirche vorhanden war, stammt der erste urkundliche Nachweis über eine Glocke erst aus dem Jahr 1687. Die heute noch vorhandene, Laurentiusglocke genannte Glocke ist 1,25 Meter hoch, hat einen unteren Durchmesser von 1,30 Metern und wiegt 1340 kg. Sie ist im Ton d1 gestimmt.
Zahlreiche Inschriften befinden sich an den Außenseiten der Bronzeglocke, so zum Beispiel neben dem Wappen der Stadt Dassel ein Hinweis darauf, dass sie 1751 durch den Glockengießer Christoph August Becker aus Hildesheim umgegossen wurde. An der Ostseite ist neben einem Kruzifix eine Abbildung des Heiligen Laurentius angebracht. Darunter wird auf einer Tafel berichtet, dass die Glocke im Ersten Weltkrieg nicht, wie bei sehr vielen anderen Glocken im Umfeld geschehen, zum Einschmelzen vom Turm abgelassen wurde, im Mai 1942 dagegen dann doch unter großem Aufwand, um aus ihr Kriegswaffen entstehen zu lassen. Sie gelangte zur zentralen Sammelstelle für Kirchenglocken, dem sogenannten Glockenfriedhof nach Hamburg-Veddel und wurde dort eingelagert. Dort lag sie unversehrt bis 1947 und kehrte im Juni desselben Jahres wieder in den Turm der Laurentiuskirche zurück.

### Osterglocke (1907 bis 1914)
Der Guss der ersten Osterglocke aus Bronze wurde 1907 durch den Magistrat der Stadt in Auftrag gegeben. Ihre Weihe fand noch zu Ostern desselben Jahres statt. Die Glocke trug die Aufschrift FRIEDE DIESER STADT – FRIEDE SEI IHR ERST GEBOT – Osterglocke 1907. 1914 entfernte man die Glocke wieder aus dem Turm. Sie wurde zur Herstellung von Kriegswaffen für den Ersten Weltkrieg eingeschmolzen.

### Osterglocke (1922 bis 1973)
Die 1917 von der Gießerei Ulrich & Weule aus Bockenem aus Stahl gegossene zweite Osterglocke ersetzte 1922 die ursprüngliche. Die im Ton h1 gestimmte Glocke mit einer Höhe und einem Durchmesser von jeweils 1,00 Meter wog 432 kg. An ihrer Westseite war das Bibelzitat aus dem Lukasevangelium 24.26 Musste nicht Christus solches Leiden und zu seiner Herrlichkeit eingehen? zu lesen.

### Bürgerglocke (1922 bis 1973)
Zusammen mit der neuen Osterglocke erhielt die Laurentiuskirche die erste Bürgerglocke, ebenfalls aus Stahl von der Gießerei Ulrich & Weule 1917 hergestellt. Sie trug die Inschrift Seid eifrig bemüht, die Einheit des Geistes durch das Band des Friedens zu erhalten. Die im Ton a1 läutende Glocke war größer als die neue Osterglocke. Sie wog 732 kg, war 1,10 Meter hoch und wies einen Durchmesser von 1,20 Meter auf.

### Turmuhrglocken (1922 bis 1973)
Zusammen mit der Oster- und der Bürgerglocke wurden 1922 zwei weitere Stahlglocken für den Stunden- und den Viertelstundenschlag der Turmuhr installiert. Beide Glocken trugen keine Inschrift. Die größere der beiden Glocken wog 118 kg, war 0,51 Meter hoch und im Ton h2 gestimmt, während die kleinere, 40 kg schwere und 0,40 Meter hohe Glocke, im Ton cis2 erklang.

### Neue Glocken (ab 1973)
Anfang 1973 stellte der landeskirchliche Glockensachverständige Hardege in einem Gutachten fest, dass Bürger- und Osterglocke stillzulegen seien, da ein Springen des Stahls oder Herausbrechen von Teilen davon durch das Anschlagen der Klöppel nicht auszuschließen sei und vorübergehende Passanten gefährden könnten. Daraufhin wurden beide Glocken ab Mitte Januar 1973 nicht mehr angeschlagen. Noch im selben Jahr wurden alle vier vorhandenen Stahlglocken durch neue aus Bronze ersetzt:
- Bürgerglocke, 660 kg, auf g1 gestimmt
- Osterglocke, 487 kg, auf a1 gestimmt
- Stundenglocke, 78 kg, auf g2 gestimmt
- Viertelstundenglocke, 63 kg, auf h2 gestimmt

Am 1. Advent 1973 fand die Weihe dieser Glocken in einem feierlichen Gottesdienst statt. Die Kosten für das neue Geläut in Höhe von fast 25.000 DM wurden nahezu ausschließlich durch Spenden der örtlichen Kirchengemeinde aufgebracht.

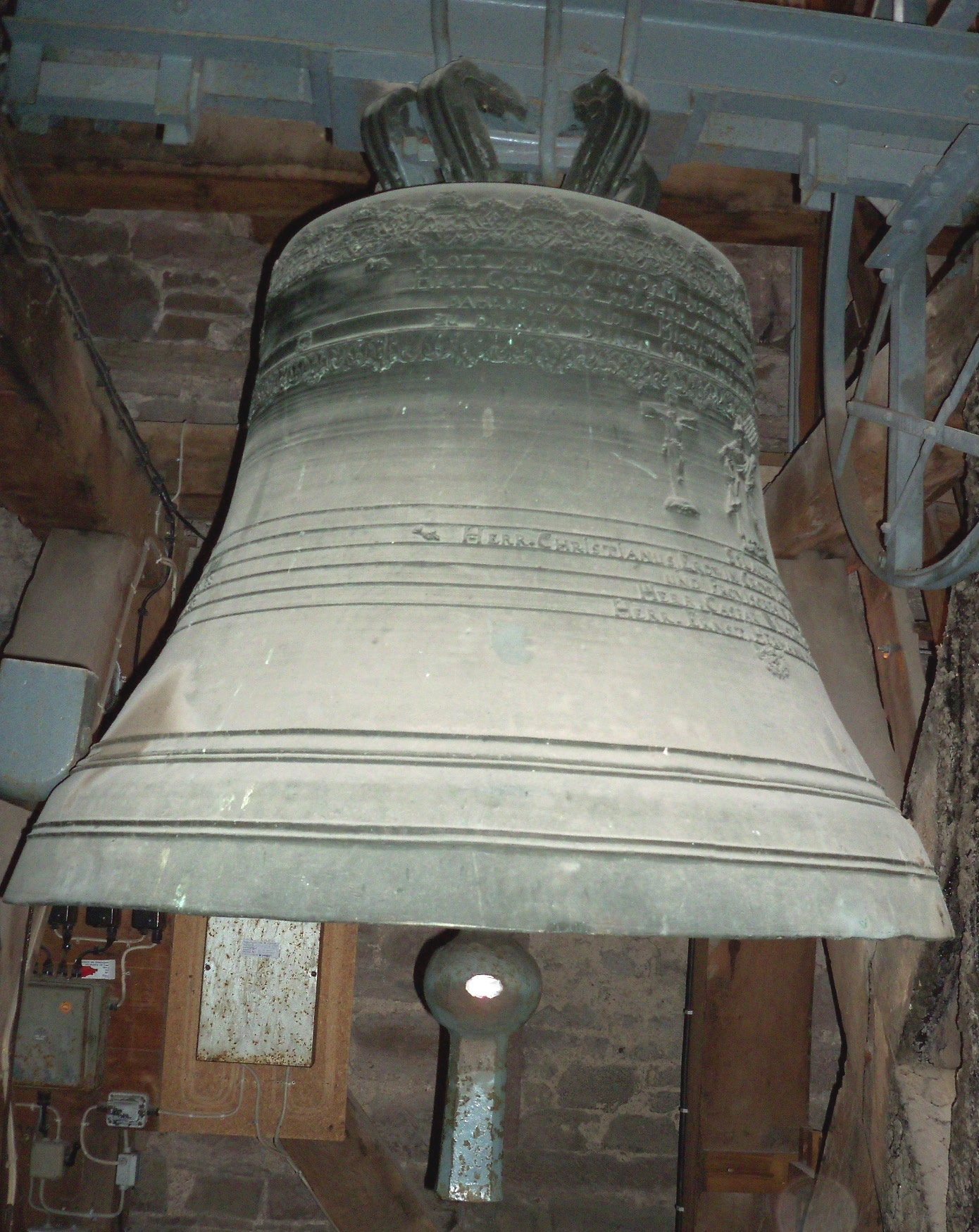
Laurentiusglocke
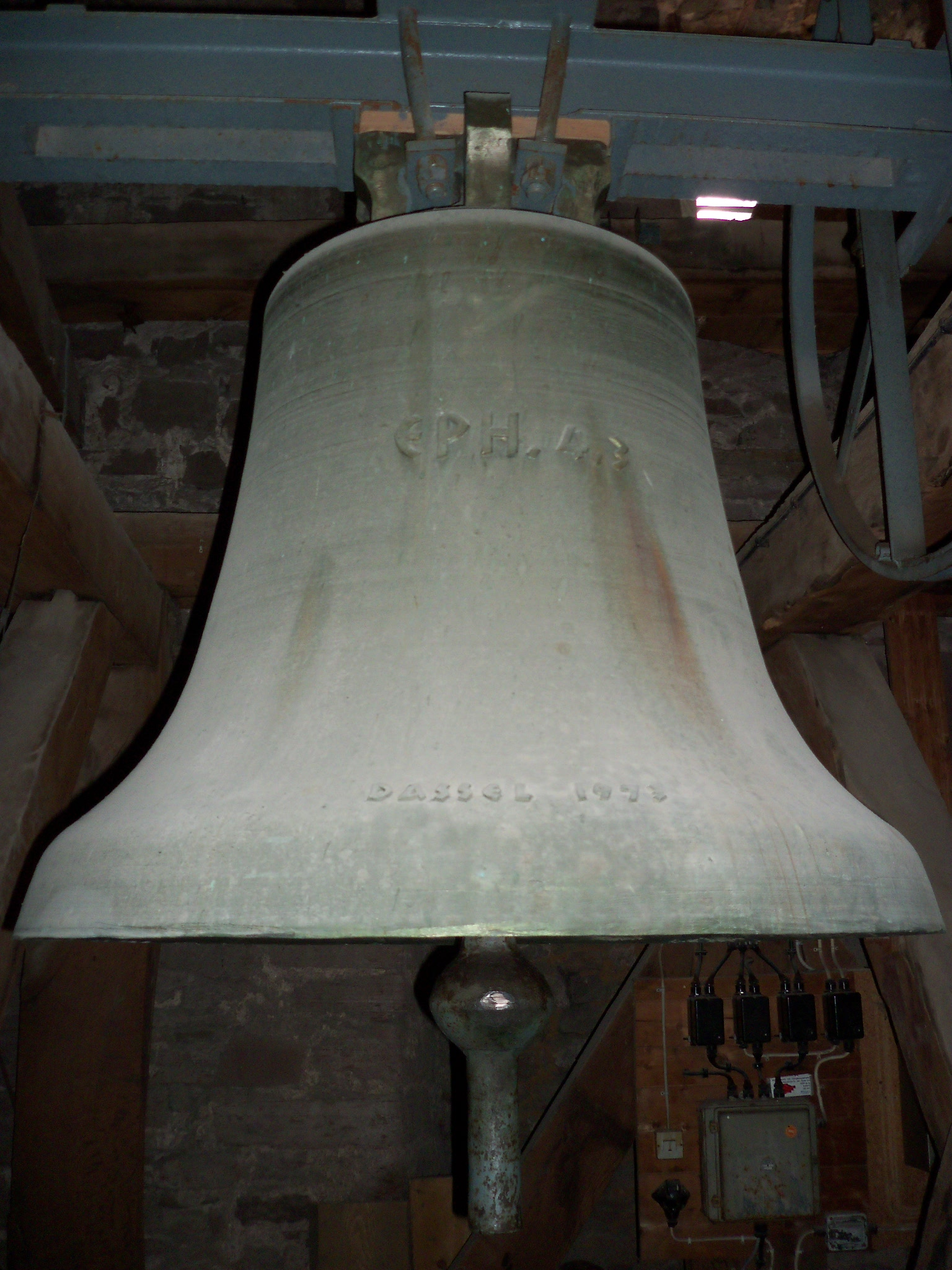
Bürgerglocke
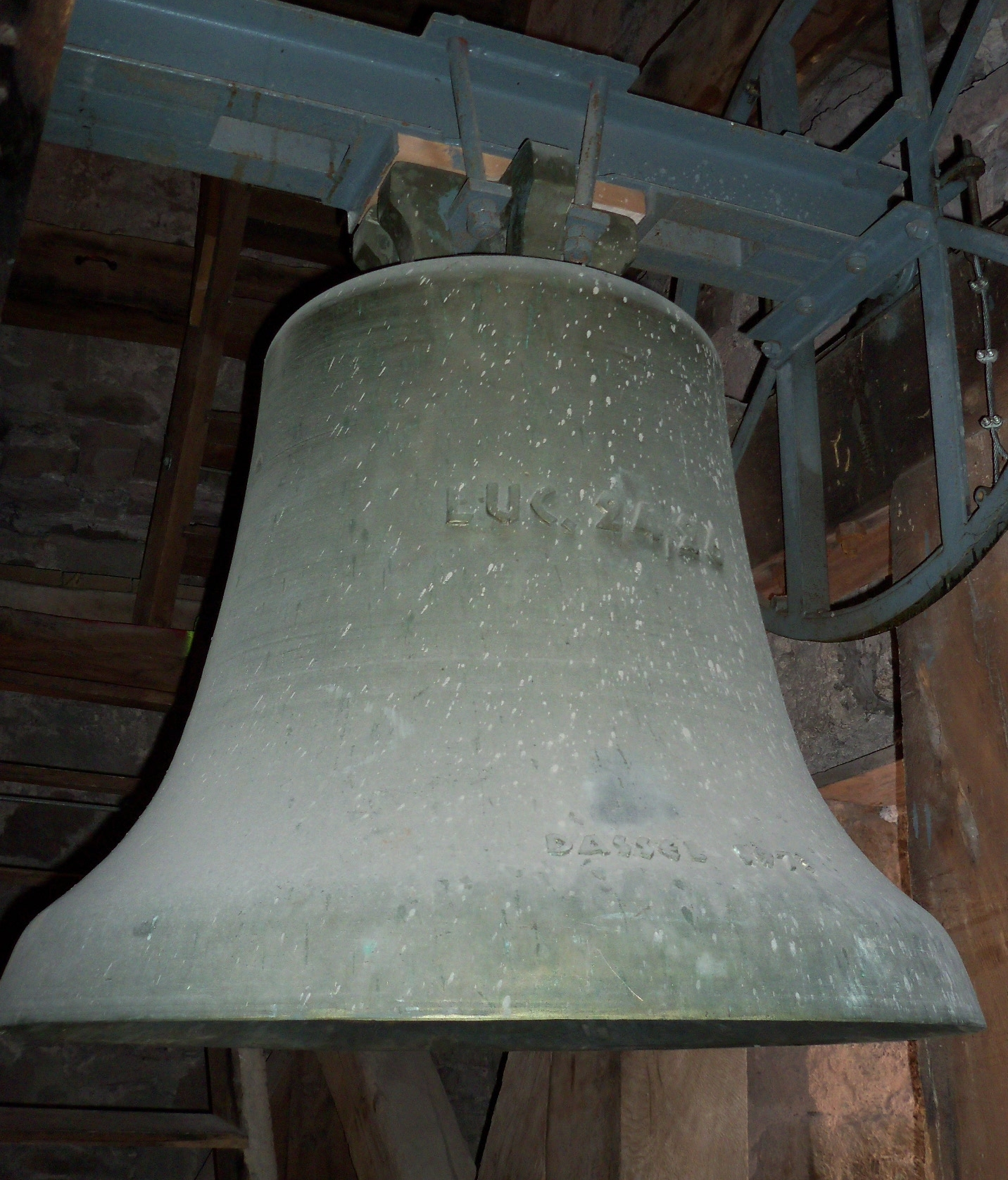
Osterglocke

### Eigentumsrechte
Über Eigentumsrechte und Befugnisse zum Läuten der Glocken gab es bis 1966 Unstimmigkeiten zwischen Kirchengemeinde und Stadtverwaltung. Da der Turm, in dem das Geläut untergebracht ist, Eigentum der Stadt war, beanspruchte diese auch das Eigentum an den Glocken. 1927 machte dies Bürgermeister Pergande in einem Schreiben an die Kirchengemeinde unmissverständlich klar: …1) Eigentümer des Turmes ist die Stadt Dassel. 2) Eigentümer der in dem Turm hängenden Glocken ist die Stadt Dassel. 3) Die Glocken stehen zur Verfügung: a) der Stadt Dassel bei besonderen Anlässen, b) der ev. Luth. Kirchengemeinde zu kirchlichen Zwecken. …
Einerseits kassierte die Stadtkämmerei u. a. Gebühren für Begräbnis- und Ehrengeläute für nicht der evangelischen Kirchengemeinde angehörende Personen, andererseits bezahlte sie auch die Neuanschaffung der Glocken 1907 und 1922. Kompliziert gestaltete sich bis dahin die Bezahlung des Glöckners, der auf sein städtisches Grundgehalt einen Zuschlag für kirchliches Läuten erhielt. Andererseits wurde der Kirchendiener für Begräbnisläuten aus der Stadtkasse bezahlt. Erst mit der Übereignung des Turms an die Kirchengemeinde 1966 änderte sich die Rechtsgrundlage.

## Epitaphe und Grabplatten
Bei den Umbauarbeiten des Altars und der Versetzung des Taufsteins 1961 fand man die Reste einer Gruft, deren Außenwände aus Sandstein gefertigten Grabplatten bestanden. Die Gruft diente als Begräbnisstätte für Geistliche und Mitglieder Dasseler Adelsfamilien aus der Zeit 1611 bis 1776. Die Grabplatten, teils als Ritzzeichnungen, teils als Flachreliefs gearbeitet, wurden sorgfältig aus der Fundstätte gehoben und an verschiedenen Stellen innerhalb und außerhalb der Kirche aufgestellt.
Unterhalb der Orgelempore:
- 1611 Sophia von Hake
- 1618 Heinrich VI von Hake
- 1759 Katharina Charlotte Busse
- 1759 Sohn der Katharina Charlotte Busse
- 1770 Catharina Henriette Sophie von Rauschenplat
- 1776 Christoph Heinrich Kreit

Im Chorraum:
- 1685 Pastor Henning Gruve

Südliche Außenwand:
- 1636 Pastor Conradus Nortmann

Paul-Gerhardt-Schule Dassel:
- 1655 Pastor Hermann Marheineke

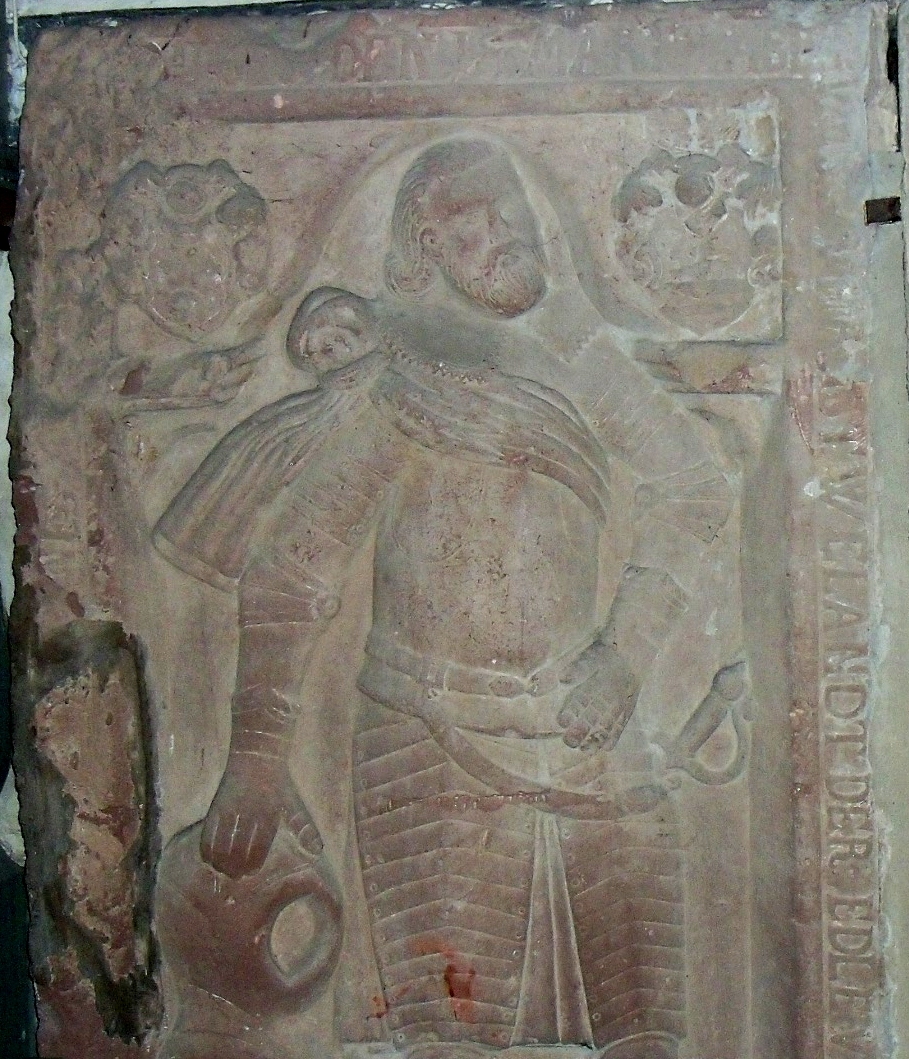
Grabplatte Heinrich IV von Hake 1618
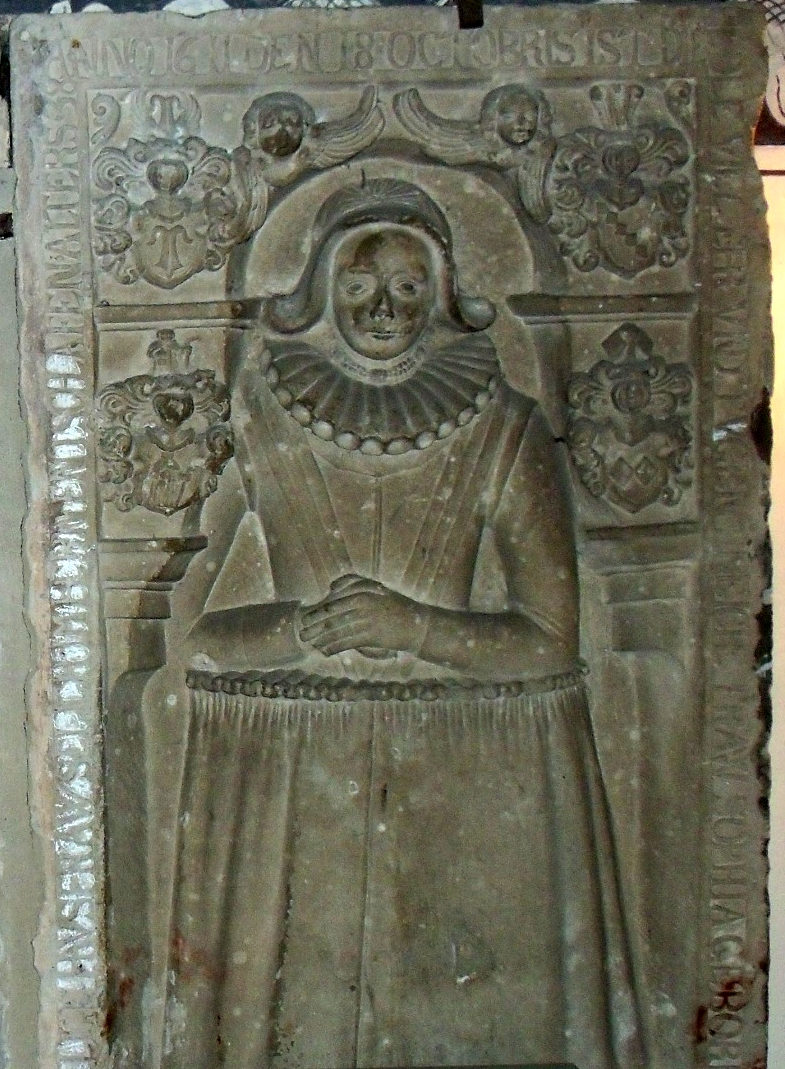
Grabplatte S. von Hake 1611
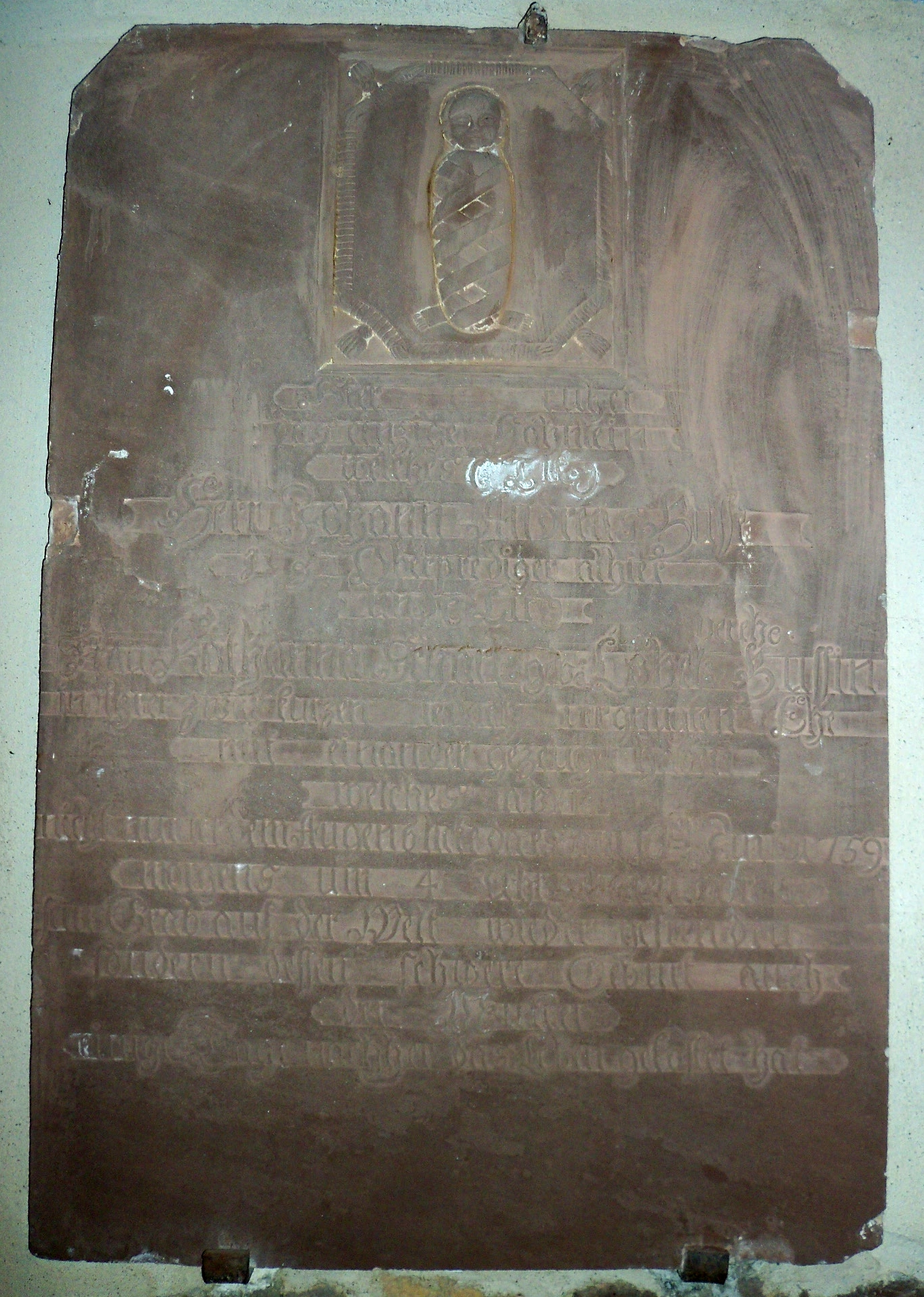
Grabplatte Sohn der K. C. Busse 1759
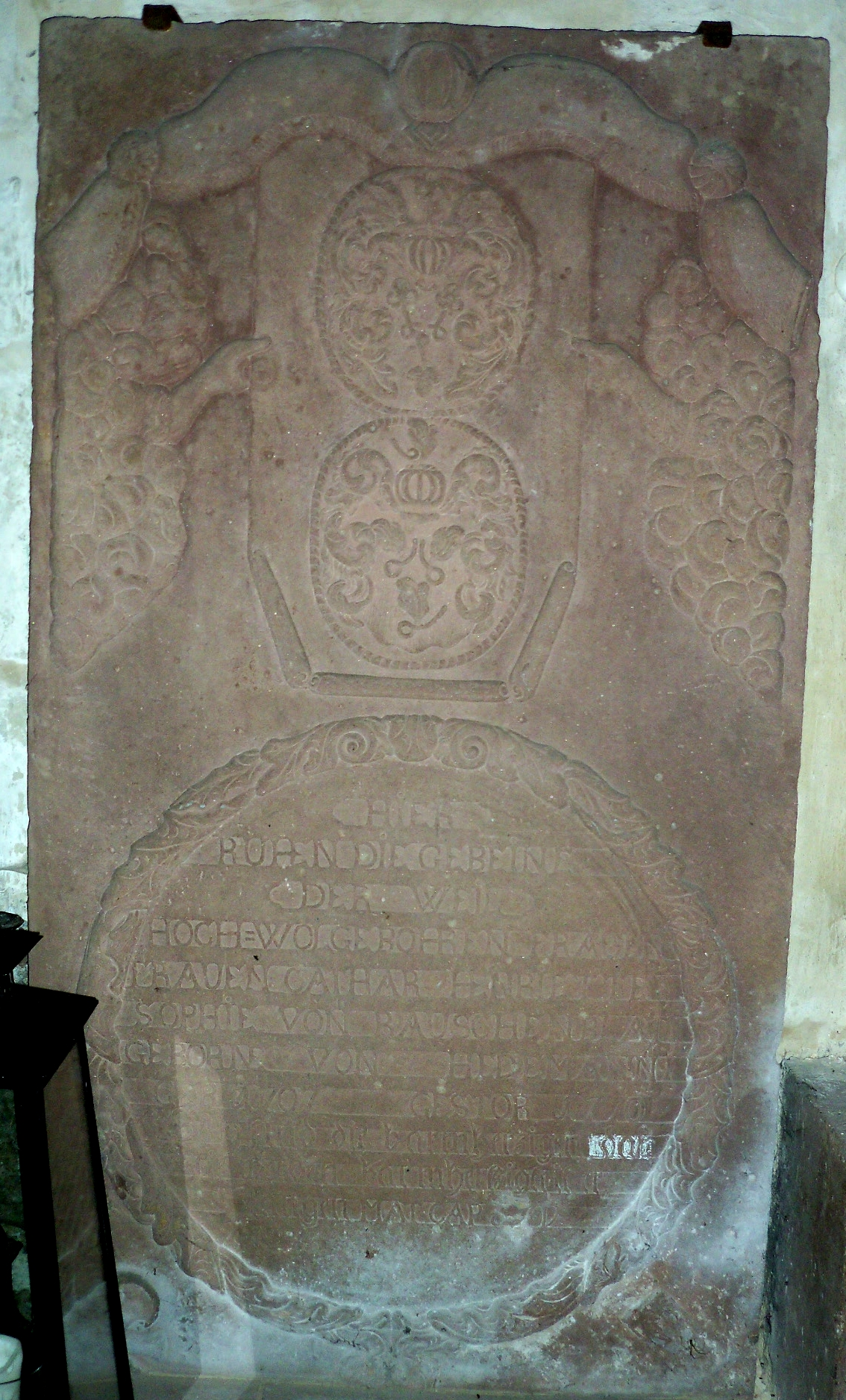
Grabplatte C. H. S. von Rauschenplat 1770
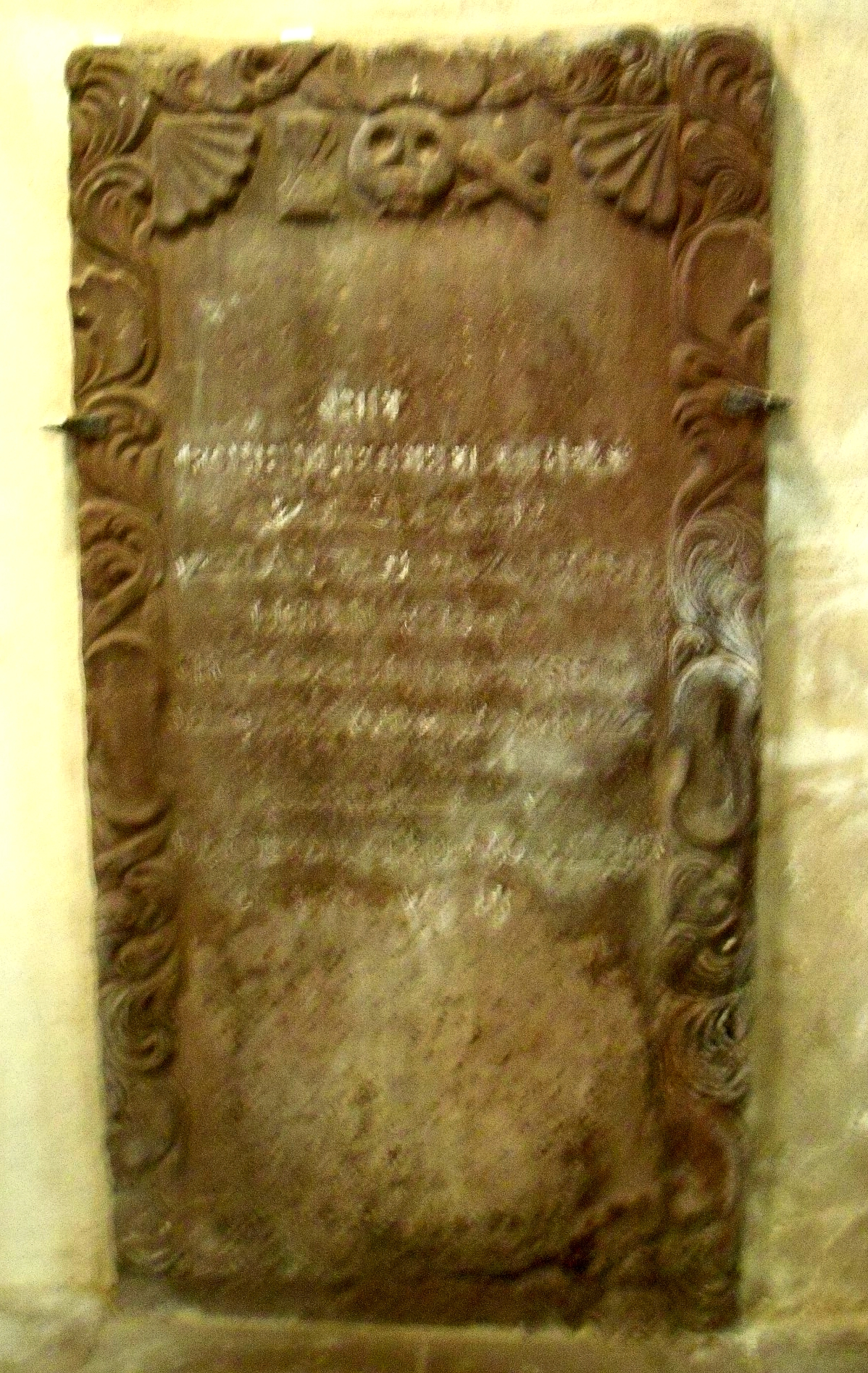
Grabplatte Chr. H. Kreit 1776
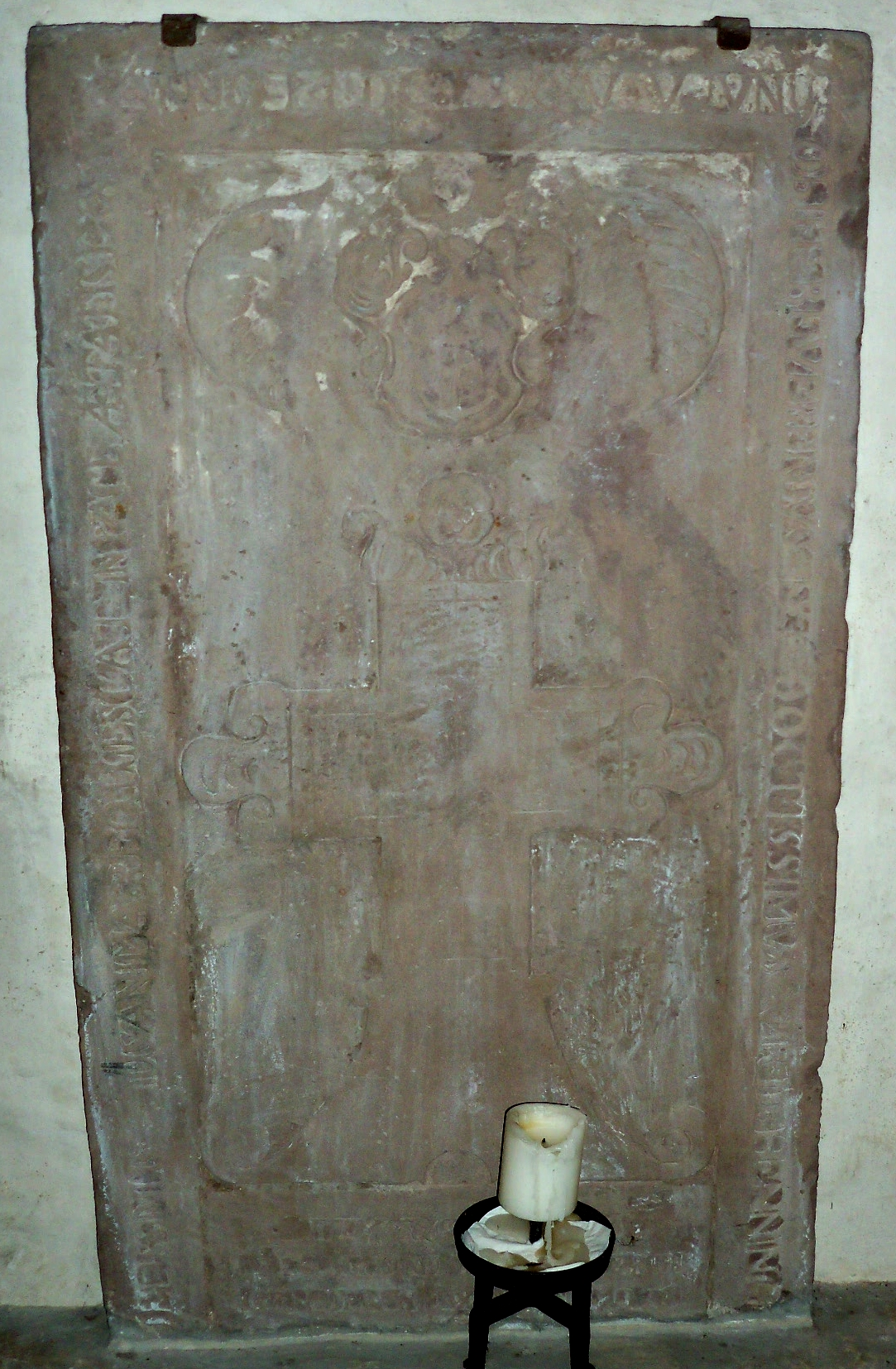
Grabplatte H. Gruve 1685

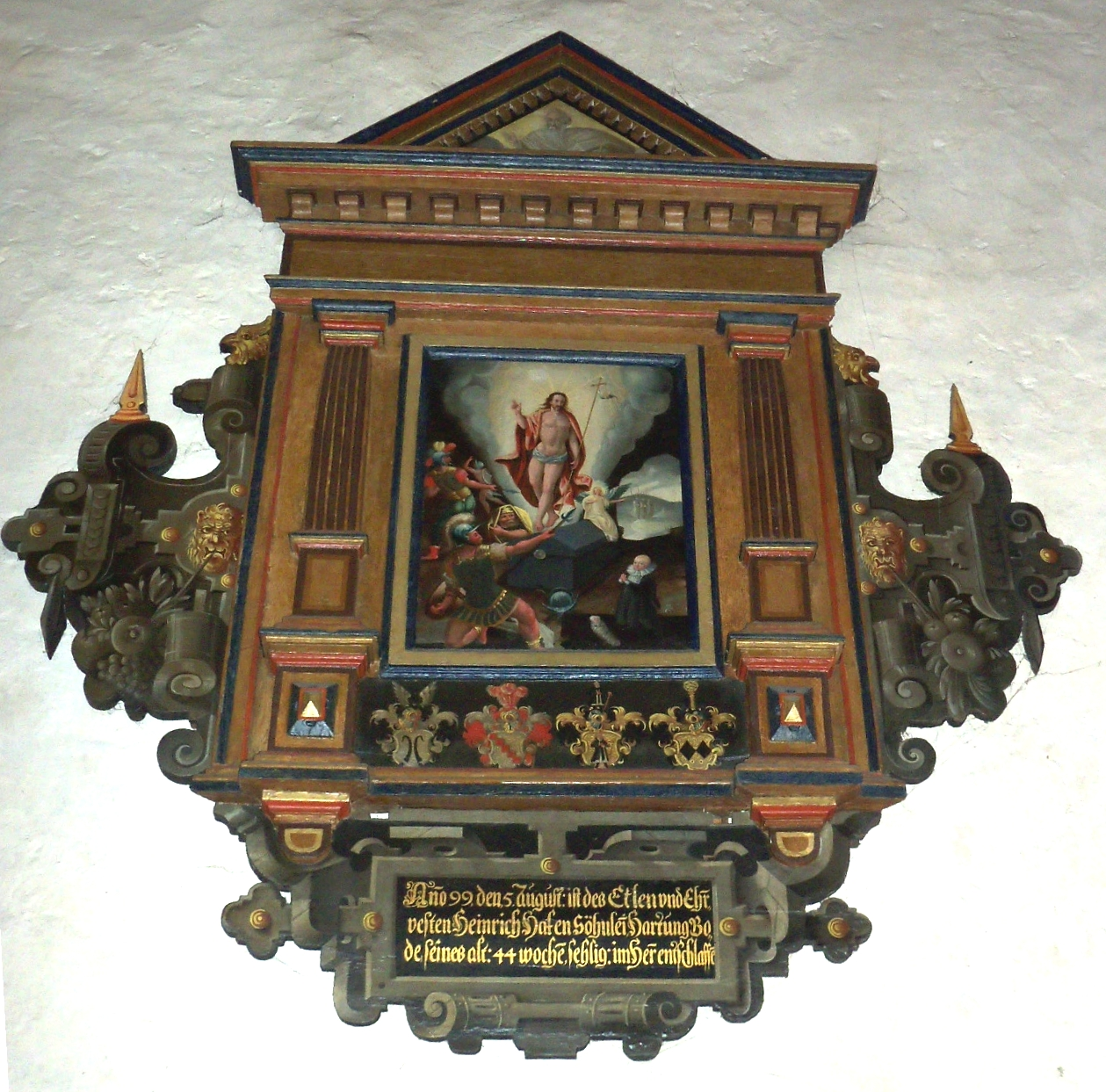
Epitaph

Ein bemerkenswertes hölzernes Epitaph hängt mittig an der nördlichen Außenwand des Seitenschiffs. Ursprünglich an der westlichen Außenwand der Sakristei unterhalb der Paradiesmalerei angebracht, wurde es dort als störend empfunden und in einem Abstellraum des Pfarrhauses eingelagert. 1995 restauriert und renoviert erhielt es seinen heutigen Platz. Das sehr aufwändig gestaltete, 1,67 Meter hohe und 1,48 Meter breite Epitaph ist, wie die Inschrift bezeugt, dem 1599 verstorbenen Hartung Bode von Hake, Sohn des Heinrich von Hake, gewidmet. Der Knabe wurde nur 44 Wochen alt. Während das Mittelteil des Epitaphs mit dem von dorischen Säulen begrenzten Gemälde der Auferstehung Jesu Christi, das dreieckige Tympanon und die unter dem Bild angeordneten vier Wappendarstellungen aus dem 16. Jahrhundert stammen, wurden die beiden Seitenteile und das untere Rahmenwerk mit der Schrifttafel im 19. Jahrhundert hinzugefügt. Die vier Wappen repräsentieren das Haus Hake sowie die mit diesem verwandten Häuser Garmissen, Münchhausen und Oberg.

## Nachreformatorische Pastoren
- 1543–1551 Arnoldus Culmannus (1. Pfarrstelle)
- 1542–1553 Arendt Bertram (auch Bartram) (2. Pfarrstelle)
- 1551–1594 Justus Heinemann (1. Pfarrstelle)
- 1553–1566 Johannes Spiegel (2. Pfarrstelle)
- 1566–1588 Arnold Kortner (2. Pfarrstelle)
- 1588–1594 Georg Koch (auch Cocus) (2. Pfarrstelle)
- 1594–1615 Thomas Schlüter (1. Pfarrstelle)
- 1994–1625 Johannes Siborg (auch Johann Sieburg) (2. Pfarrstelle)
- 1615–1625 Hieronymus Otto (1. Pfarrstelle)
- 1625–1630 Johannes Siborg (auch Johann Sieburg) (1. Pfarrstelle)
- 1627–1629 Basilius Becker (2. Pfarrstelle)
- 1629–1633 Konrad Nortmann (2. Pfarrstelle)
- 1630–1632 Henricus Christophorus Schlüter (1. Pfarrstelle)
- 1633–1636 Conradus Nordmann (1. Pfarrstelle)
- 1633–1640 Theodor Happius (auch Happe) (2. Pfarrstelle)
- 1637–1655 Hermann Marheineke (1. Pfarrstelle)
- 1643–1655 Henning Gruve (auch Gruben) (2. Pfarrstelle)
- 1655–1685 Henning Gruve (auch Gruben) (1. Pfarrstelle)
- 1655–1669 Petrus Pnkerneil (auch Pinckerneli) (2. Pfarrstelle)
- 1669–1685 Arnold Joachim Pnkerneil (auch Pinckerneli) (2. Pfarrstelle)
- 1685–1707 Johann Michael Alphei (auch Alpheus) (2. Pfarrstelle)
- 1686–1712 Paulus Ericus Kolditz (1. Pfarrstelle)
- 1707–1712 Johann Heinrich Wiesen (2. Pfarrstelle)
- 1712–1722 Justus Herbert Schneidewindt (1. Pfarrstelle)
- 1712–1720 Johann Daniel Behrens (2. Pfarrstelle)
- 1720–1724 Johann Friedrich Henke (2. Pfarrstelle)
- 1722–1748 Ernst Hermann Timaeus (1. Pfarrstelle)
- 1725–1752 Johann Christoph Leonhardt (2. Pfarrstelle)
- 1748–1756 Christian Erdwin Crome (1. Pfarrstelle)
- 1756–1785 Johann Andreas Busse (1. Pfarrstelle)
- 1756–1761 Friedrich Chritian Mönkemeyer (2. Pfarrstelle)
- 1761–1806 Johann Theophil Schmidt (2. Pfarrstelle)
- 1785–1813 Johann Georg Wilhelm Hummel (1. Pfarrstelle)
- 1813–1836 Johann Ludewig Friedrich Hummel (1. Pfarrstelle)
- 1815–1818 Ludwig August Christian Mülhan (2. Pfarrstelle)
- 1819–1834 Wilhelm Julius Wolrath Hasenbalg (2. Pfarrstelle)
- 1835–1847 Georg Ludwig Drösemeier (2. Pfarrstelle)
- 1836–1840 1. Pfarrstelle unbesetzt
- 1840–1858 Ernst August Strecker (1. Pfarrstelle)
- 1849–1861 Johann Georg Heinrich Grupen (2. Pfarrstelle)
- 1859–1878 Johann Georg Friedrich Ludwig Hannemann (1. Pfarrstelle)
- 1861–1873 Karl Friedrich Gottheld Gerhard Brose (2. Pfarrstelle)
- 1873–1977 2. Pfarrstelle unbesetzt
- 1879–1893 Johann Ludwig Ernst Hasenbalg (1. Pfarrstelle)
- 1893–1895 1. Pfarrstelle unbesetzt
- 1895–1901 Friedrich Ludwig Hermann Weniger (1. Pfarrstelle)
- 1902–1934 Gerhard Julius Wedekind (1. Pfarrstelle)
- 1935–1950 Friedrich Frese (1. Pfarrstelle)
- ab 1975 wurde aufgrund der Neugliederung der Pfarrgemeinde wieder eine 2. Pfarrstelle eingeführt
- 1950–1979 Hans Brandes (1. Pfarrstelle)
- 1977–1979 Walter Dietrich (2. Pfarrstelle)
- 1979–1982 Walter Dietrich (1. Pfarrstelle)
- 1981–1991 Hajo Dirksen (1. Pfarrstelle)
- 1982–1991 Lothar Bratfisch (2. Pfarrstelle)
- 1991–1992 Lothar Bratfisch (1. Pfarrstelle)
- 1991–1992 Regina Koch (2. Pfarrstelle)
- 1992–1996 Regina Koch (1. Pfarrstelle)
- 1993–1996 Hans Vespermann (2. Pfarrstelle)
- seit 1996 2. Pfarrstelle unbesetzt
- 1996–2004 Hans Vespermann (1. Pfarrstelle)
- 2004–2020 Martin Possner (1. Pfarrstelle)
- 2021 Vakanz
- seit 2022 Lukas Pieper, Heike Sieberns[32]